# Jardin botanique d'Odessa

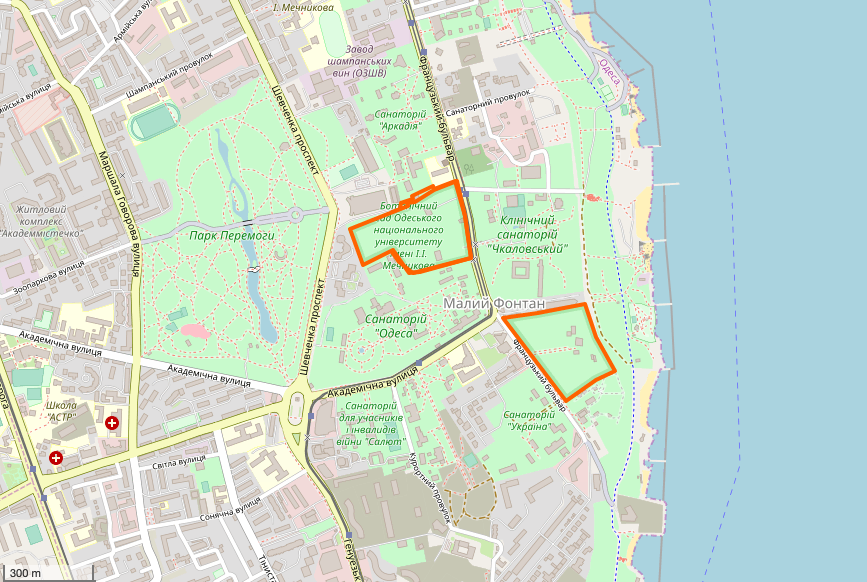
Carte (OpenStreetMap) des deux parties du jardin botanique, au centre-ville d'Odessa; la partie ancienne est au Sud-Est

Le jardin botanique d'Odessa est un établissement public ukrainien, comportant en deux parties: un jardin botanique, un arboretum et un conservatoire (serre chauffée) situées aux n°48-50 ainsi qu'au n°87 du Boulevard des français (Французький бульвар), au centre-ville d'Odessa, la troisième plus grande ville du pays.

## Historique
Sa construction remonte au gouvernorat d'Alexandre Louis Andrault de Langeron, mais il fallut attendre 1867 pour qu'il soit officialisé sous l'égide de l'université Impériale Novorossiysk (aujourd'hui l'Université d'Odessa portant le nom de Ilya Ilitch Metchnikov). Ce jardin botanique est l'un des plus anciens parcs de la ville.
C'est son fondateur Alexandre de Langeron qui y planta le premier arbre de la ville, puis Félix de Ribas qui présenta à la ville son parc; le personnel universitaire contribue de nos jours au maintien d'un jardin d'étude et d'agrément, unique sur les bords de la mer Noire et au climat quasi-méditerranéen.
Ses collections étaient principalement connues comme une sorte d'étude pour le département de botanique de l'université d'Odessa.
Sous la direction du professeur L.V. Reingard, professeur de botanique, et de  L.A. Rishavi, expert en anatomie et en physiologie des plantes, des plantes et graines ont été rapportées de différentes parties du monde, notamment de Paris, de Singapour, de Melbourne, de Saïgon, de Berlin et de Palerme.
L'histoire du Jardin botanique connaît, comme la ville, des périodes néfastes. Le parc (originellement une œuvre d'Empire) fut gravement endommagé pendant la révolution russe et la guerre civile qui s'en suivi.
Durant la Seconde Guerre mondiale, de nombreuses collections de plantes ont été détruites.

## Présentation
Aujourd'hui, on peut y voir plus de 3 000 sortes de plantations vertes d'âges différents. La collection du parc est renouvelée en permanence.
Le parc s'étend sur 16 hectares, sur laquelle se trouvent une ancienne collection (au bout du Boulevard Français) et une nouvelle collection.
Le Jardin botanique de l'université nationale d'Odessa est l'un des membres du Conseil des jardins botaniques d'Ukraine.
Le Jardin participe à de nombreux programmes éducatifs organisés par le Conseil international des jardins botaniques pour la protection des plantes.
L'université échange périodiquement des semences avec plus de 200 institutions botaniques dans le monde entier, enrichissant ainsi sa collection.

## Galerie

### Printemps

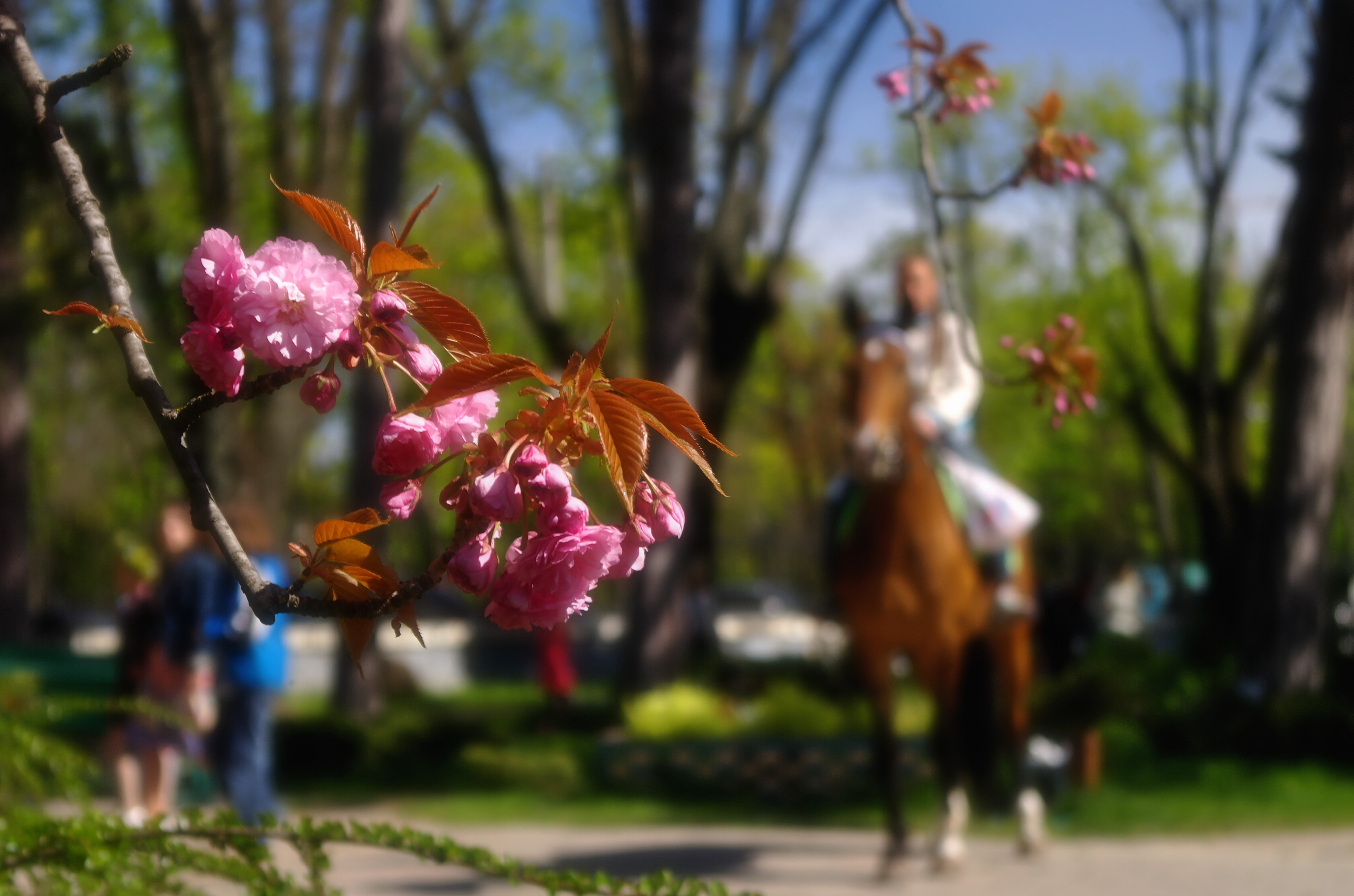
Cerisier en fleur
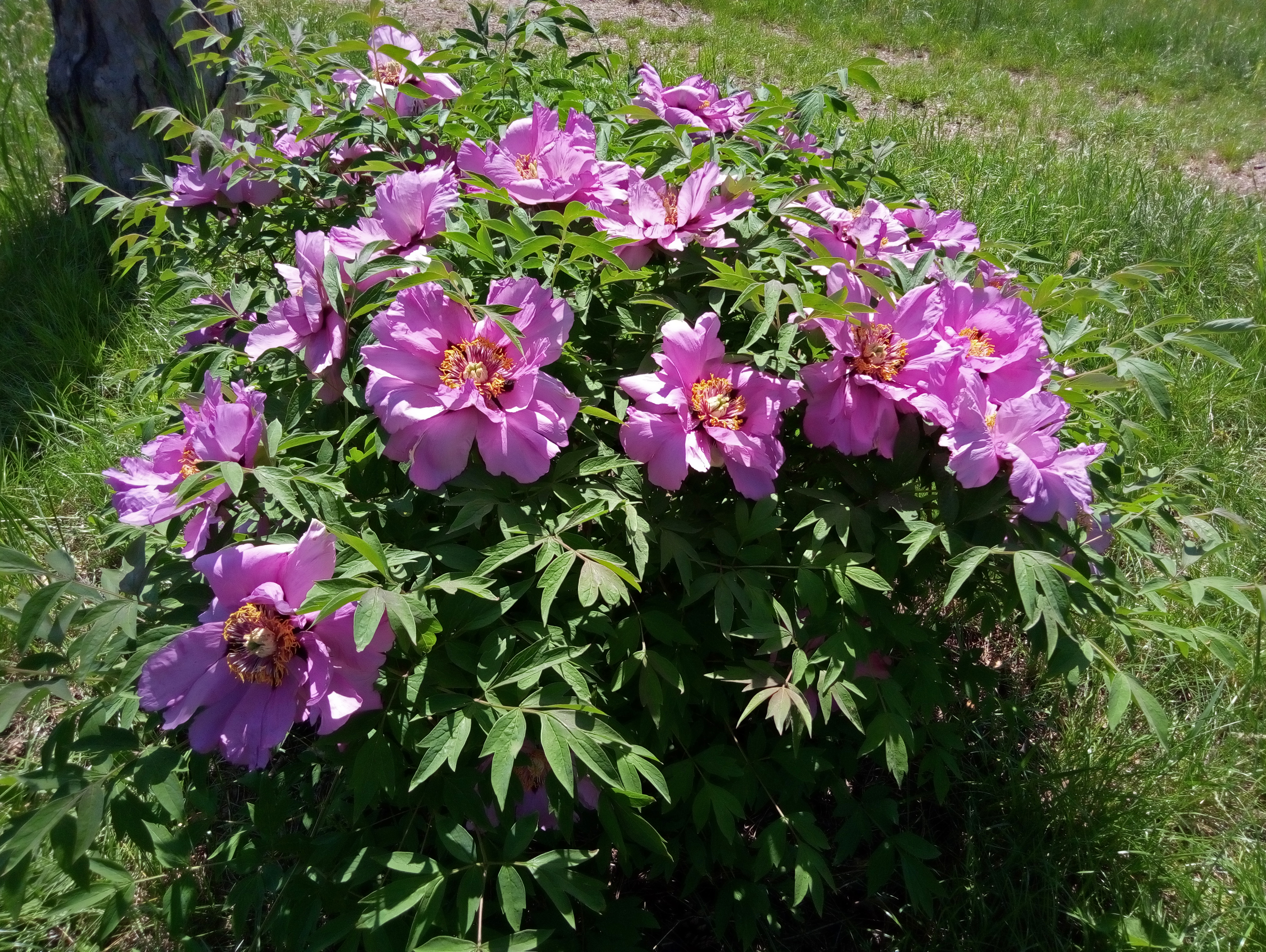
Paeonia suffruticosa (mai 2018)
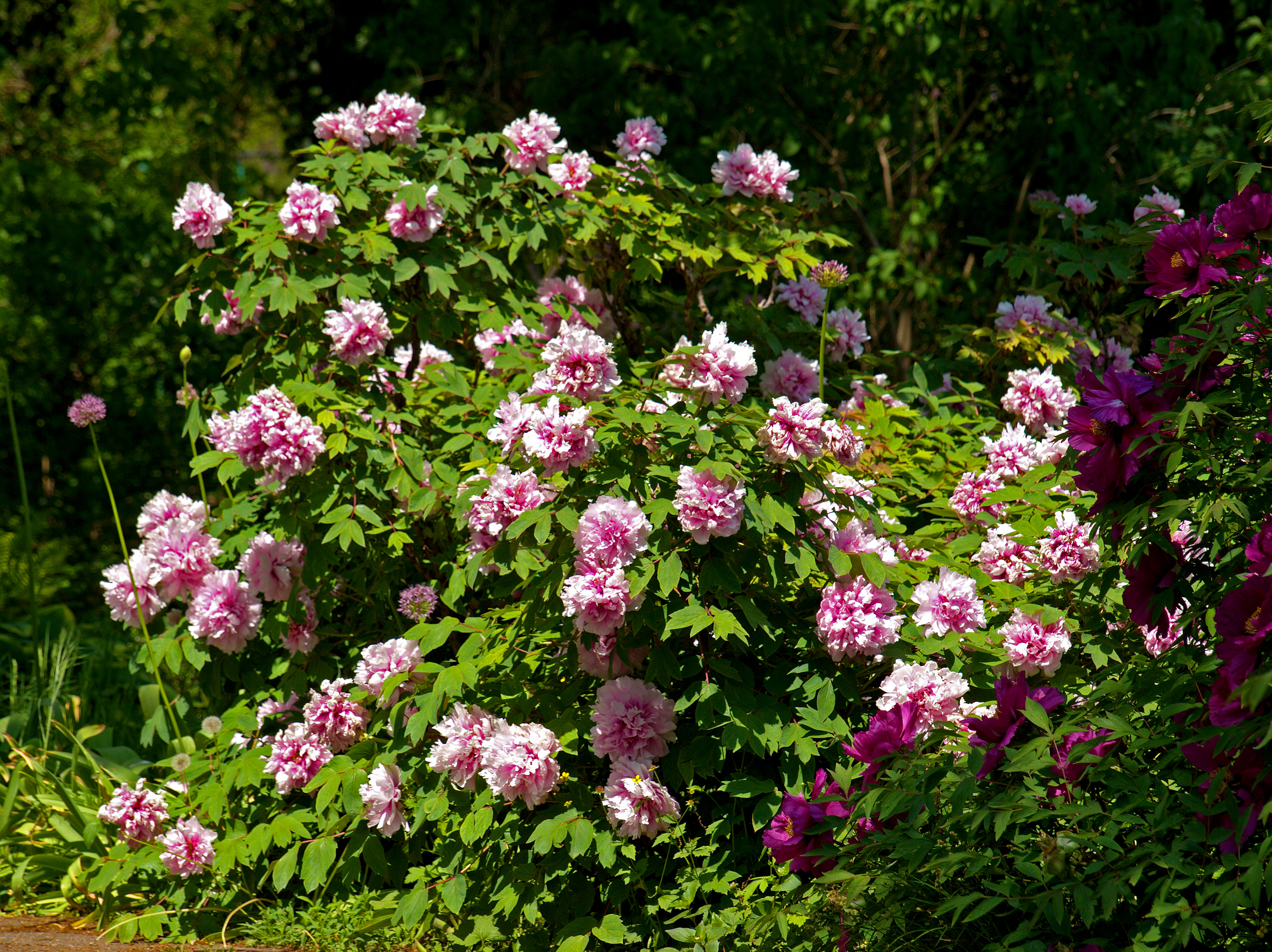
Paeonia suffruticosa
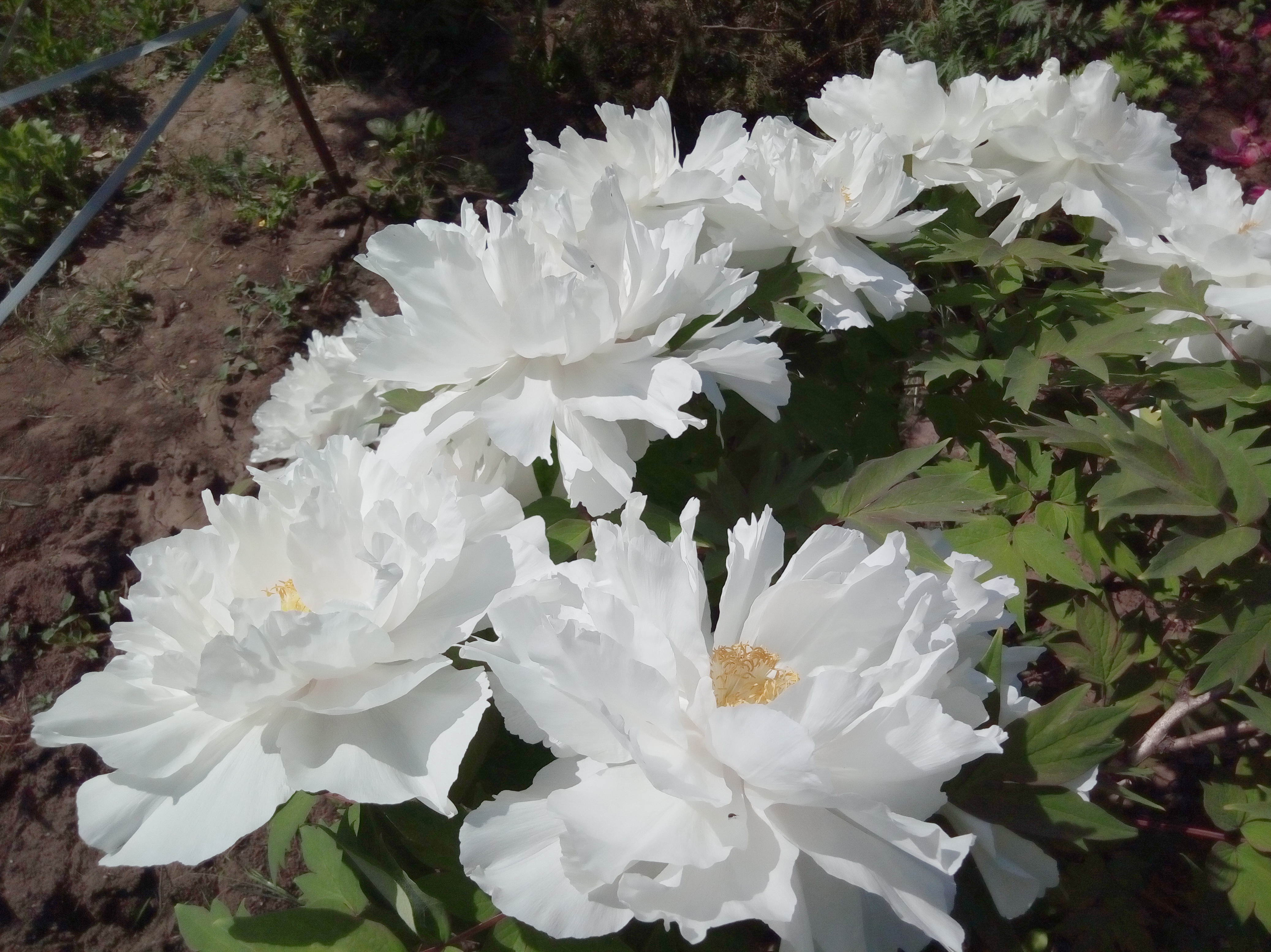
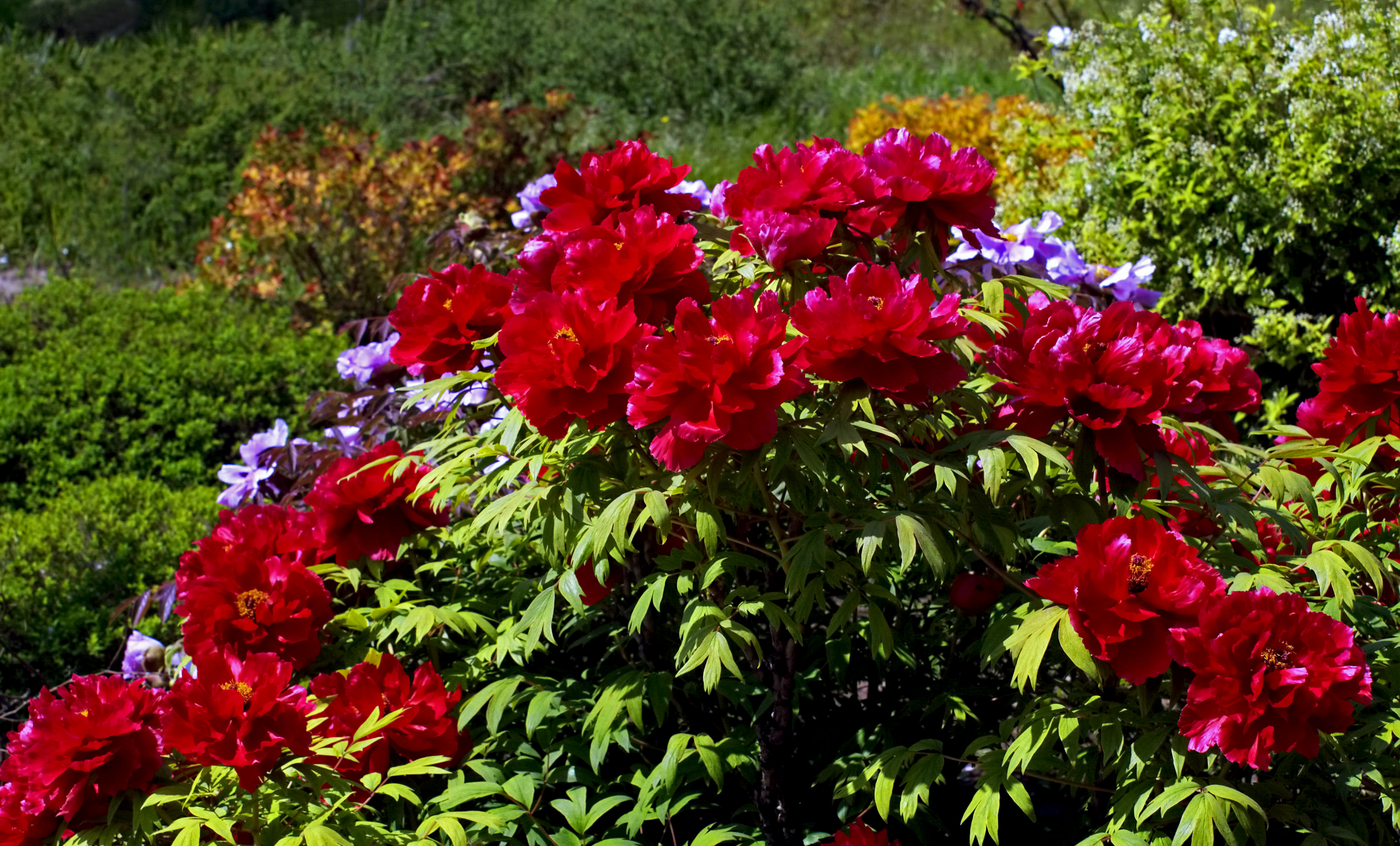
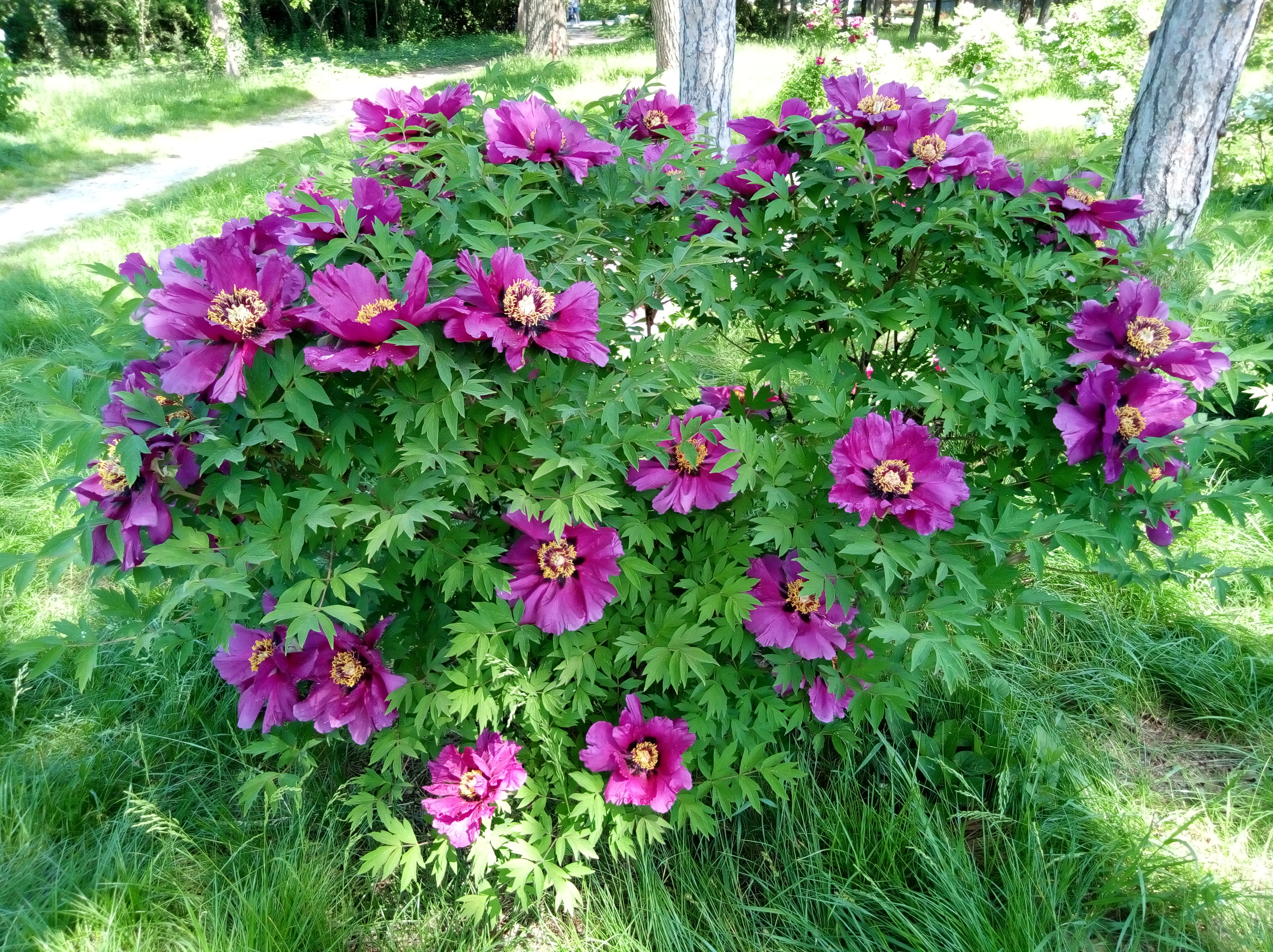
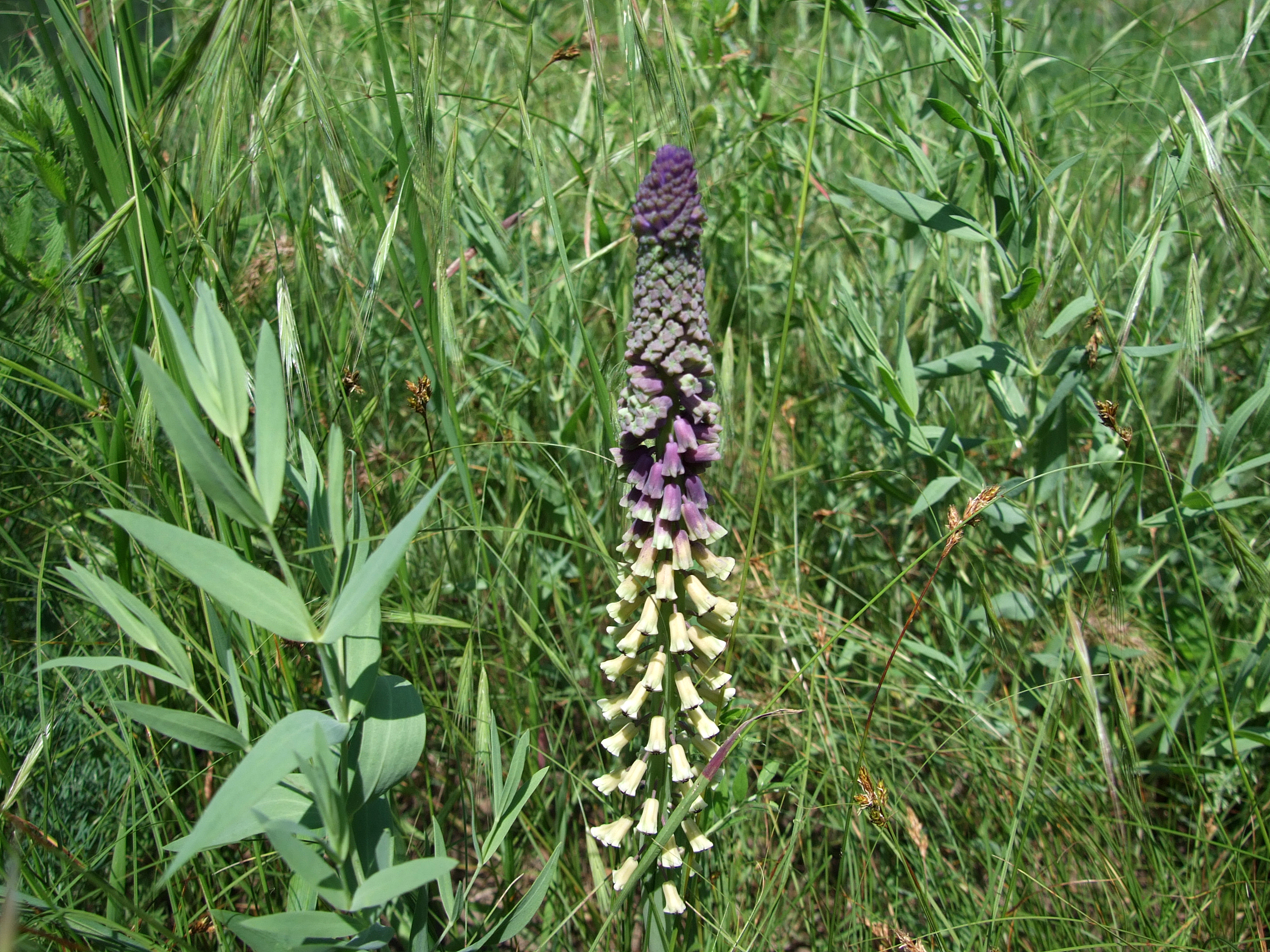
Mai 2008
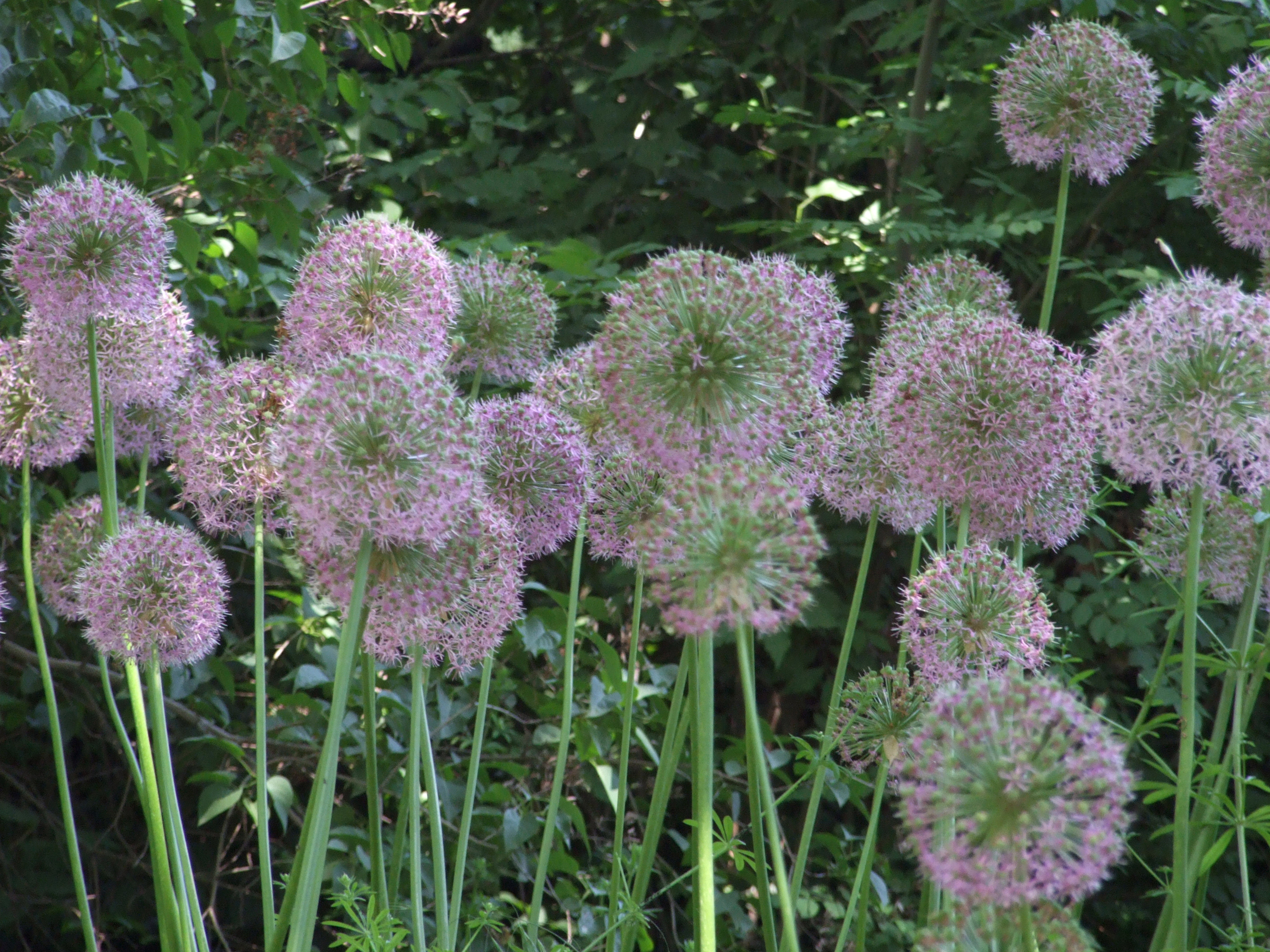
Mai 2008
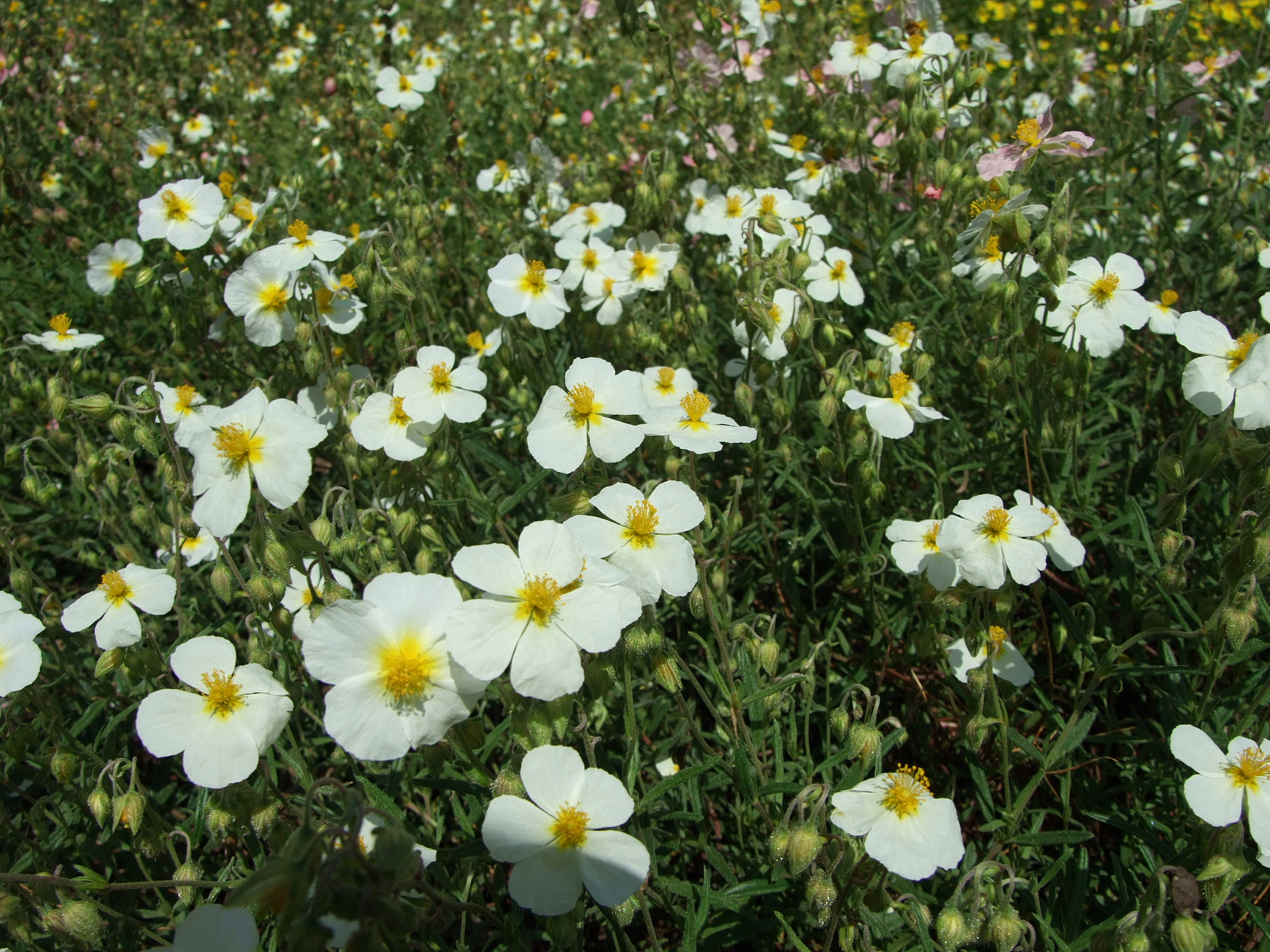
Mai 2008
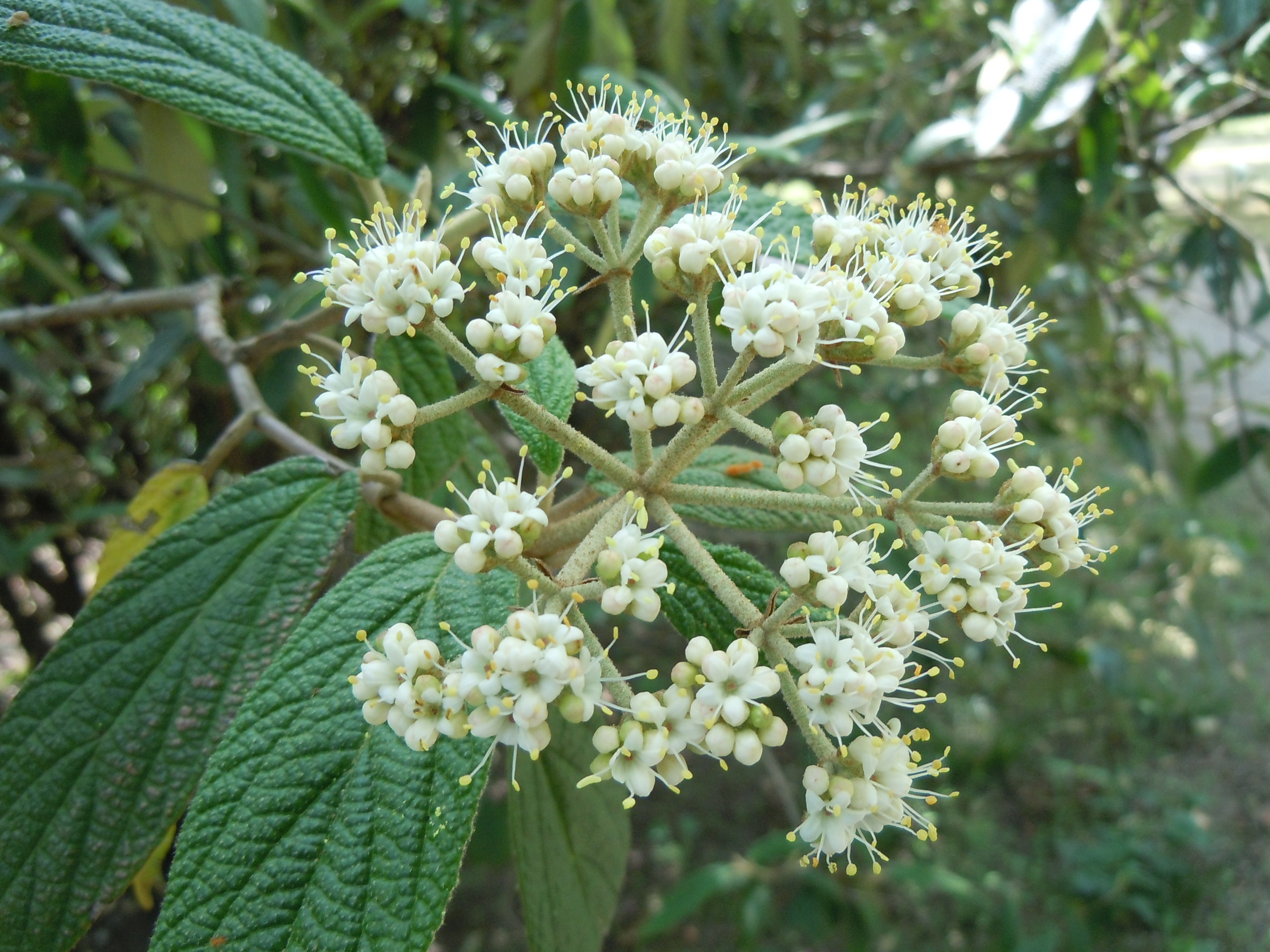
Viburnum rhytidophyllum en fleurs (mai 2014)

### Automne

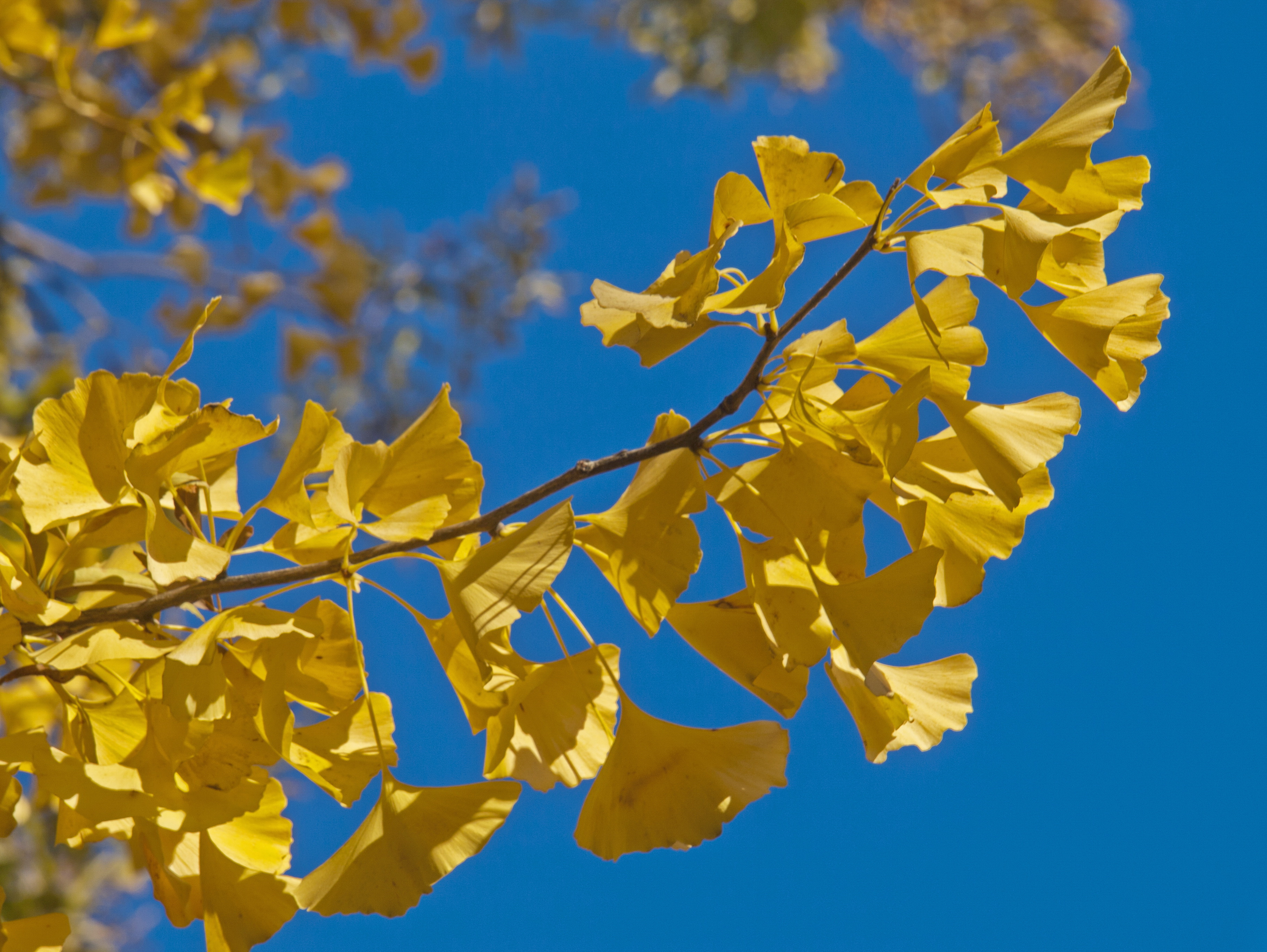
Gingko biloba (mai 2018)
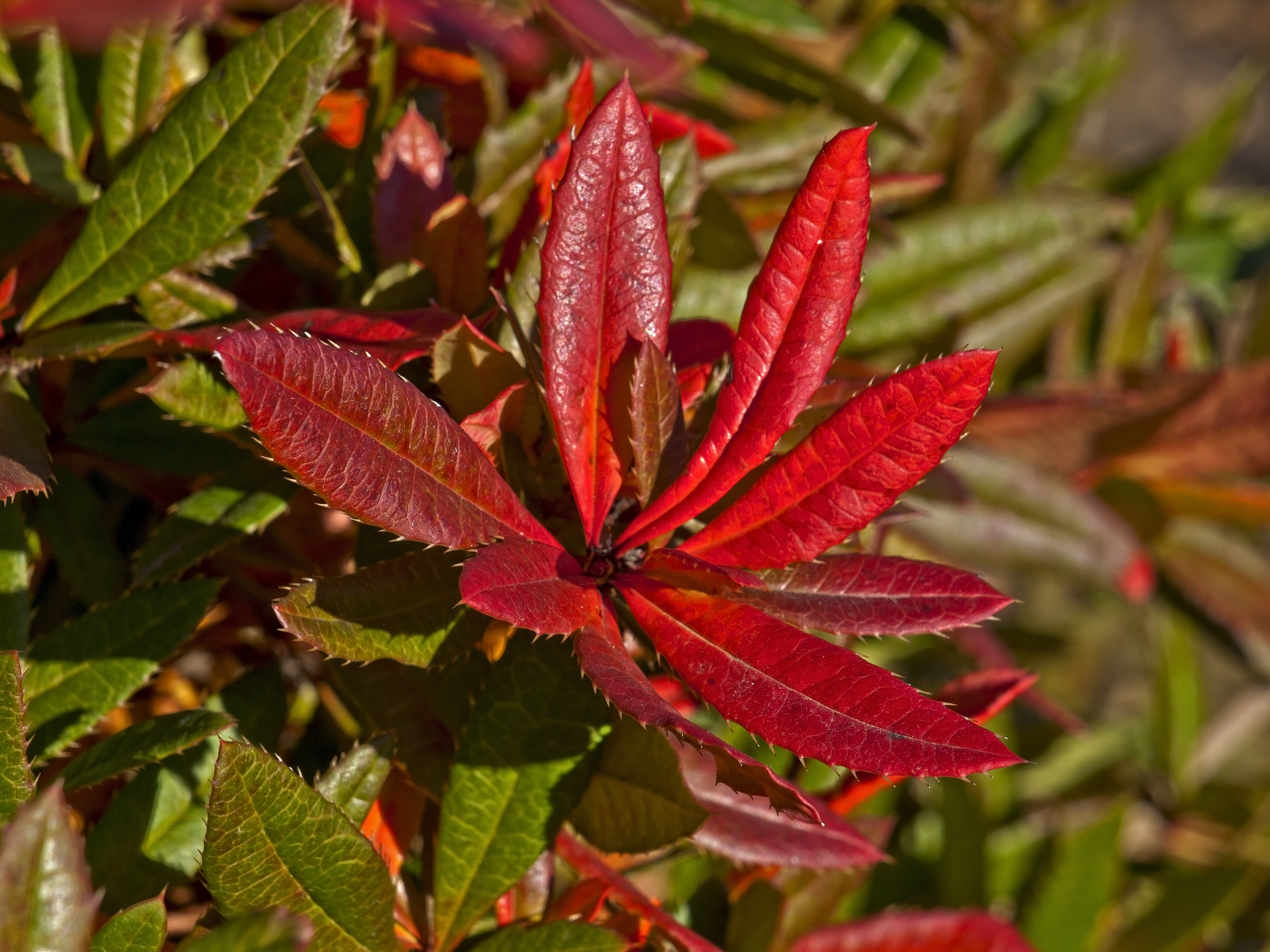
Berberis julianae (mai 2018)
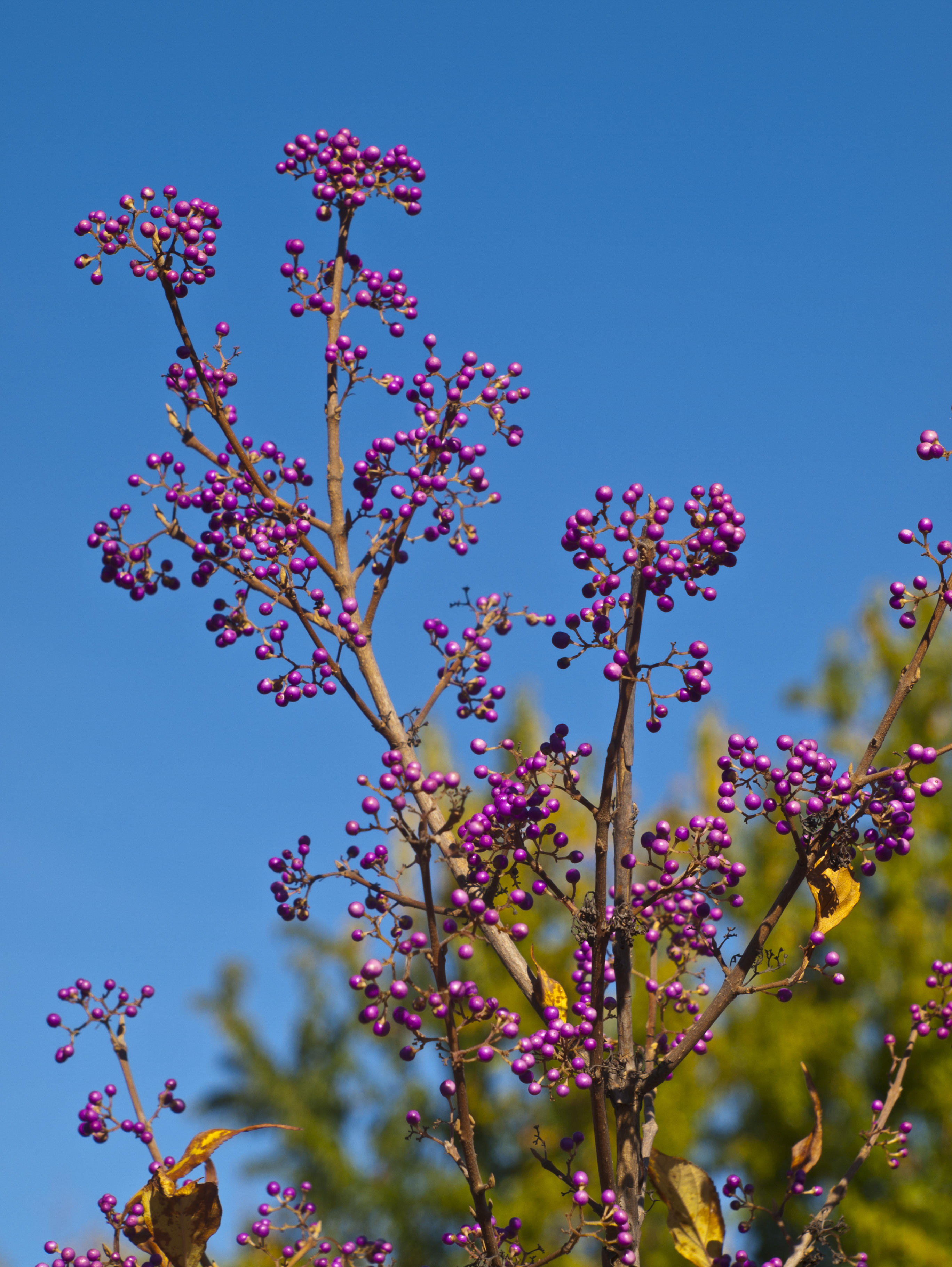
Callacarpa Bodiniery (mai 2018)
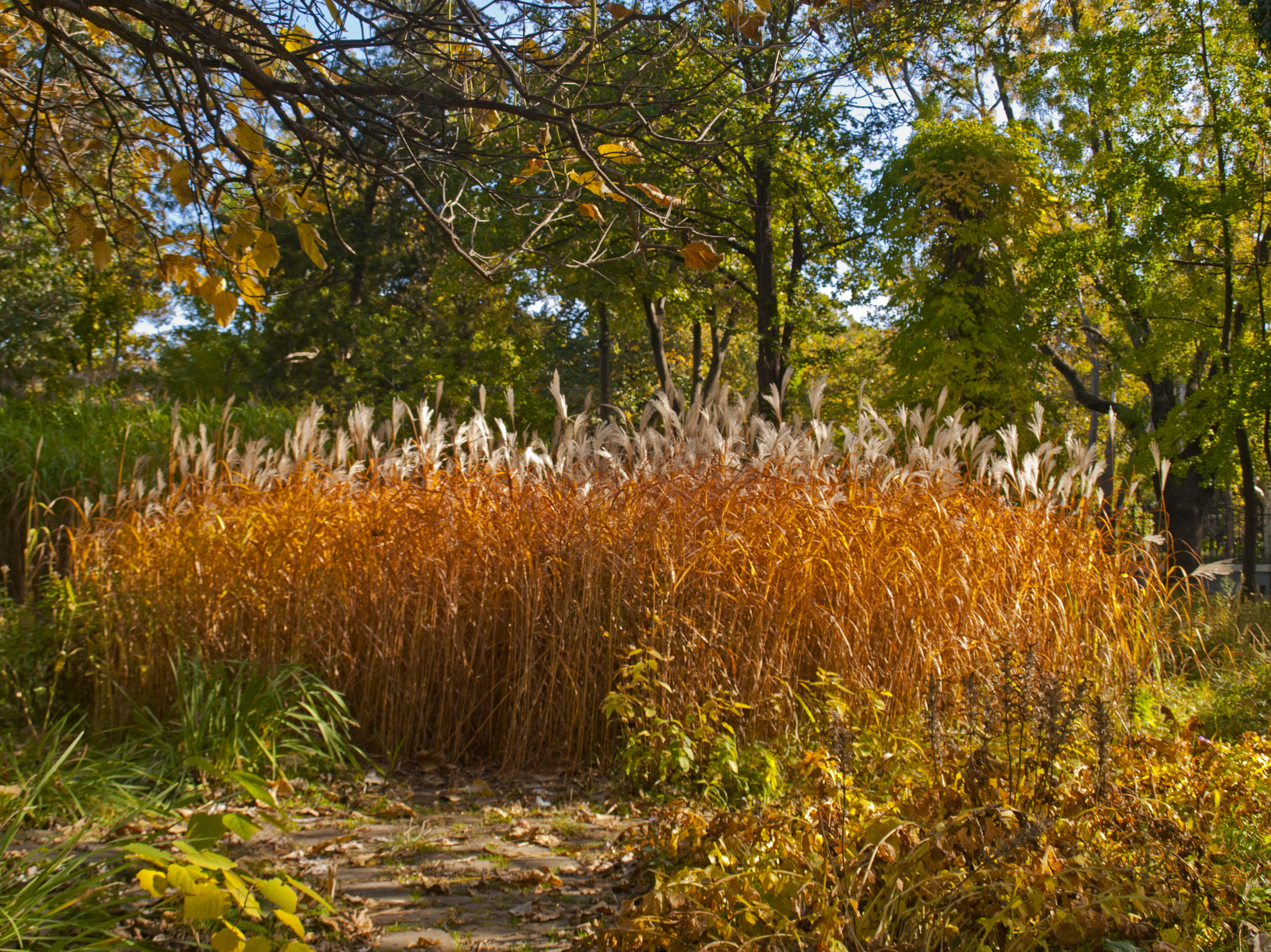
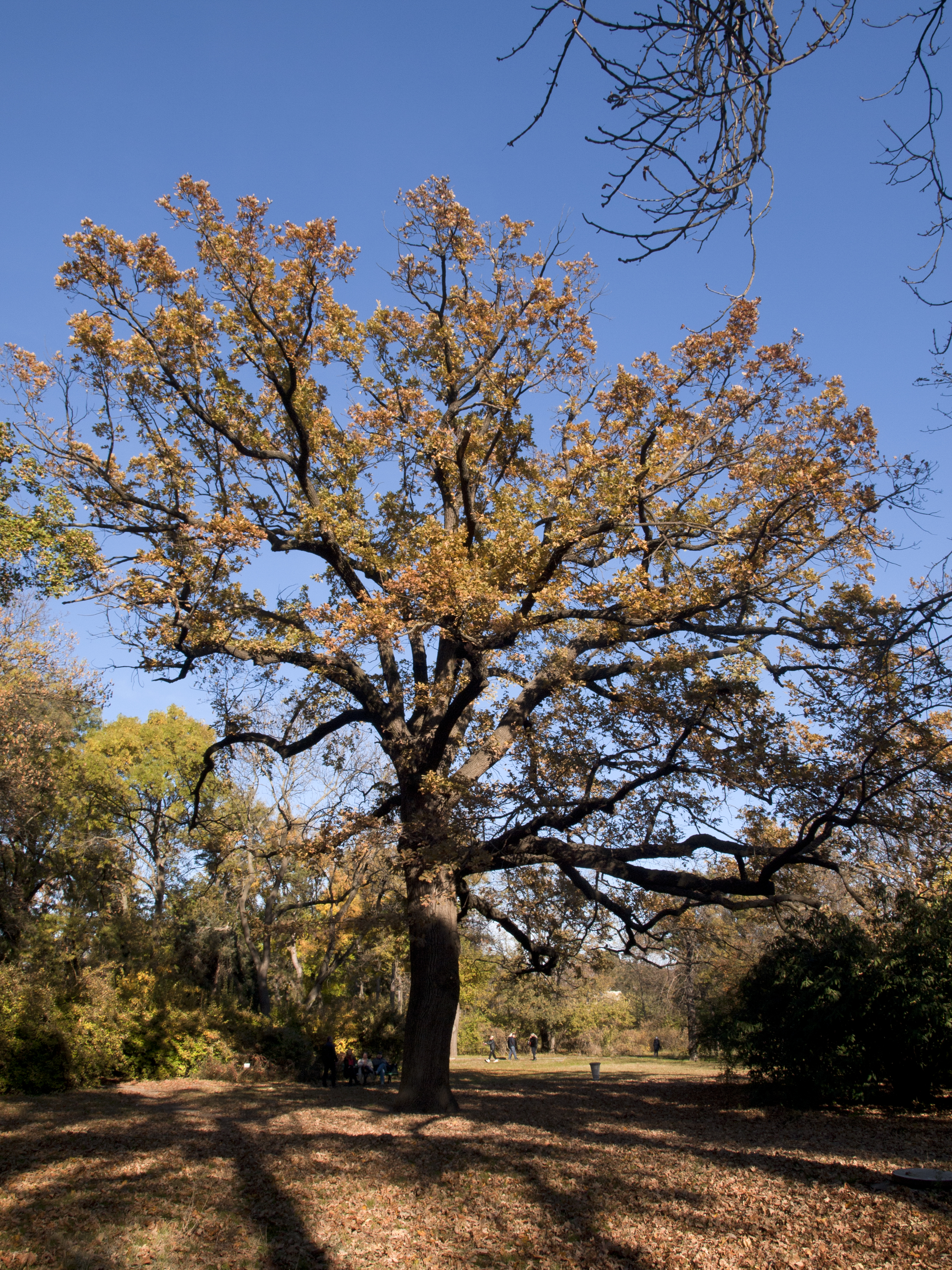
Chêne (2017)

### Arboretum

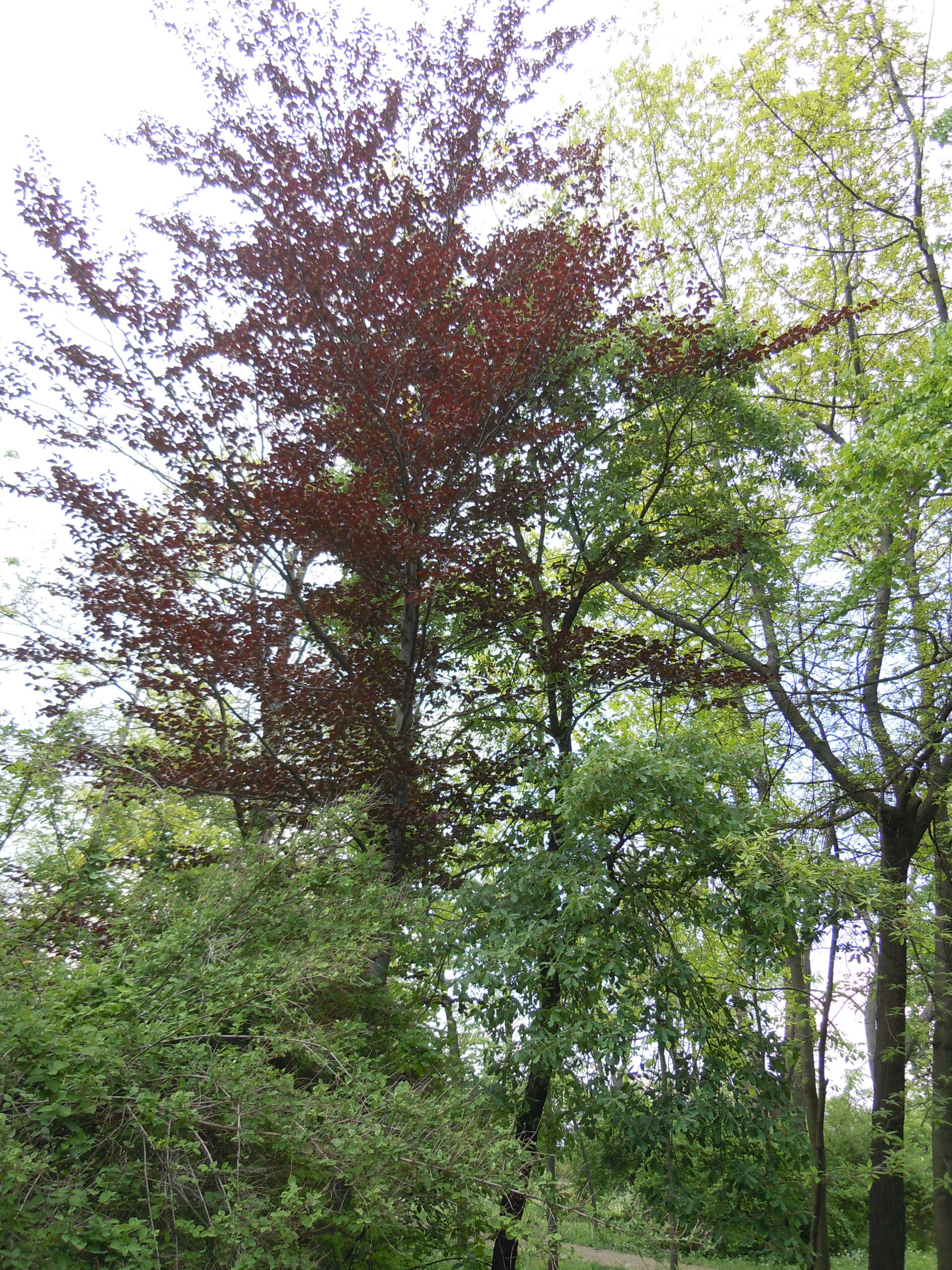
Fagus sylvatica Purpurea (mai 2014)
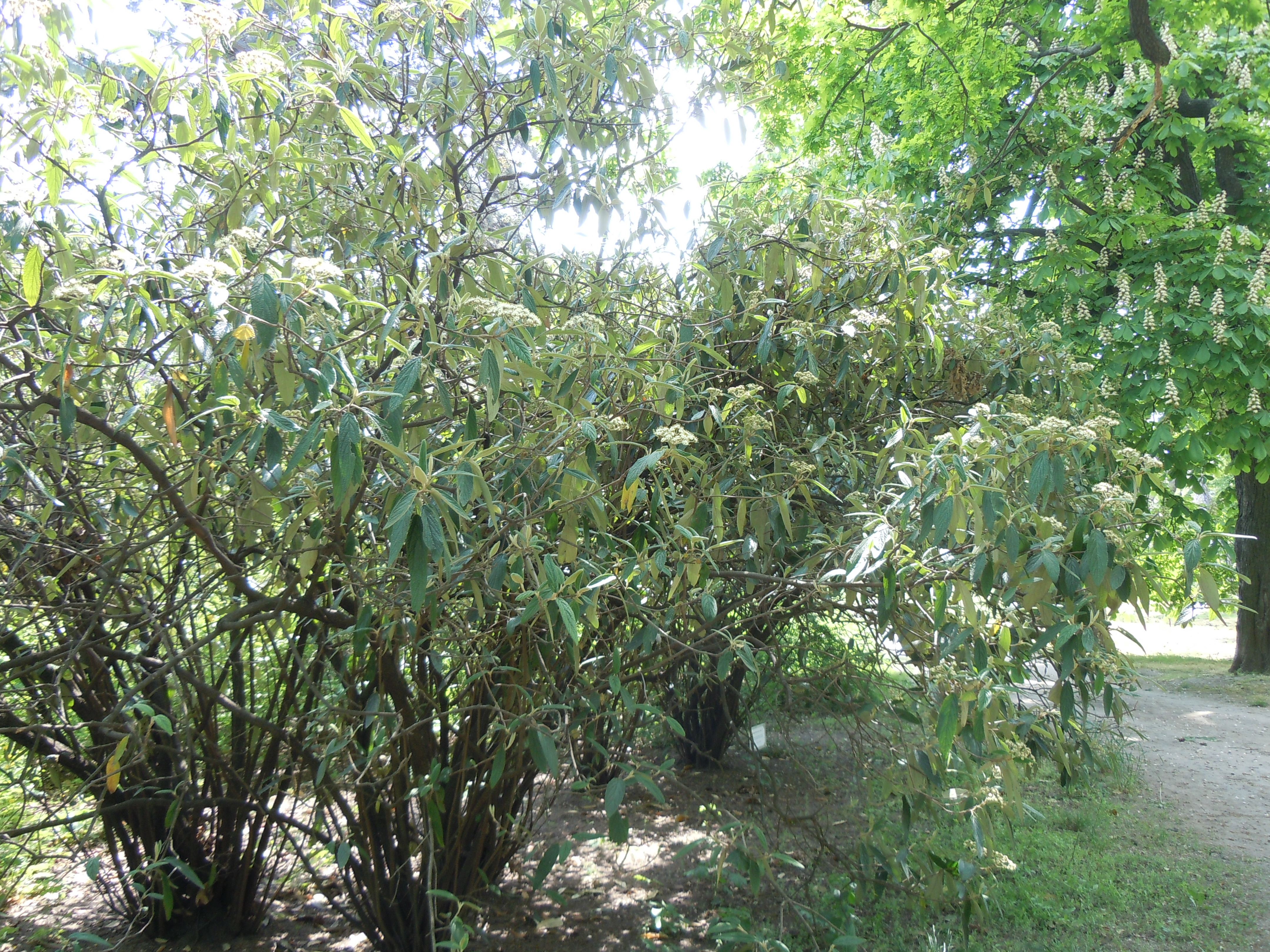
Viburnum rhytidophyllum (mai 2014)
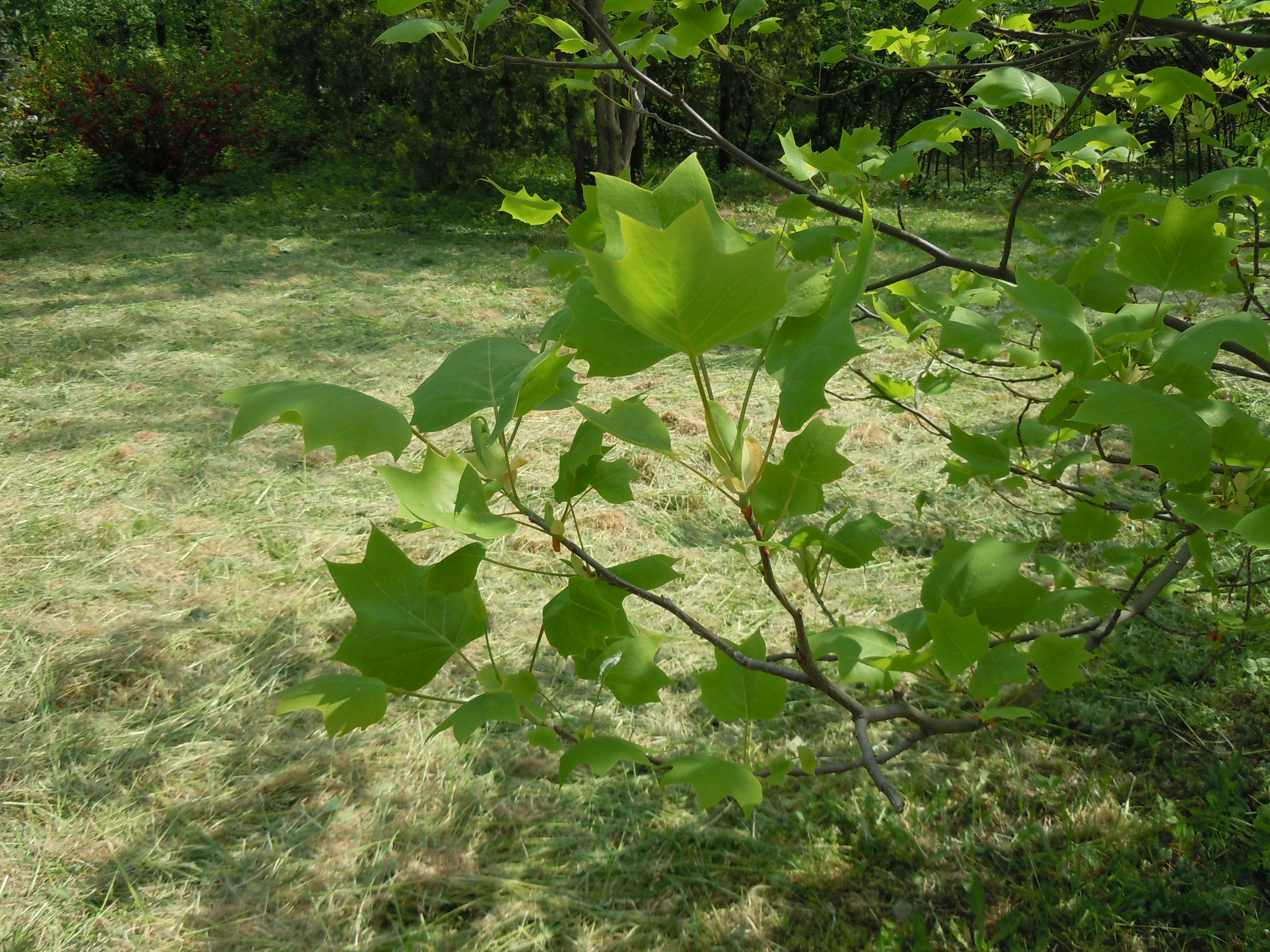
Liriodendron tulipifera (mai 2014)
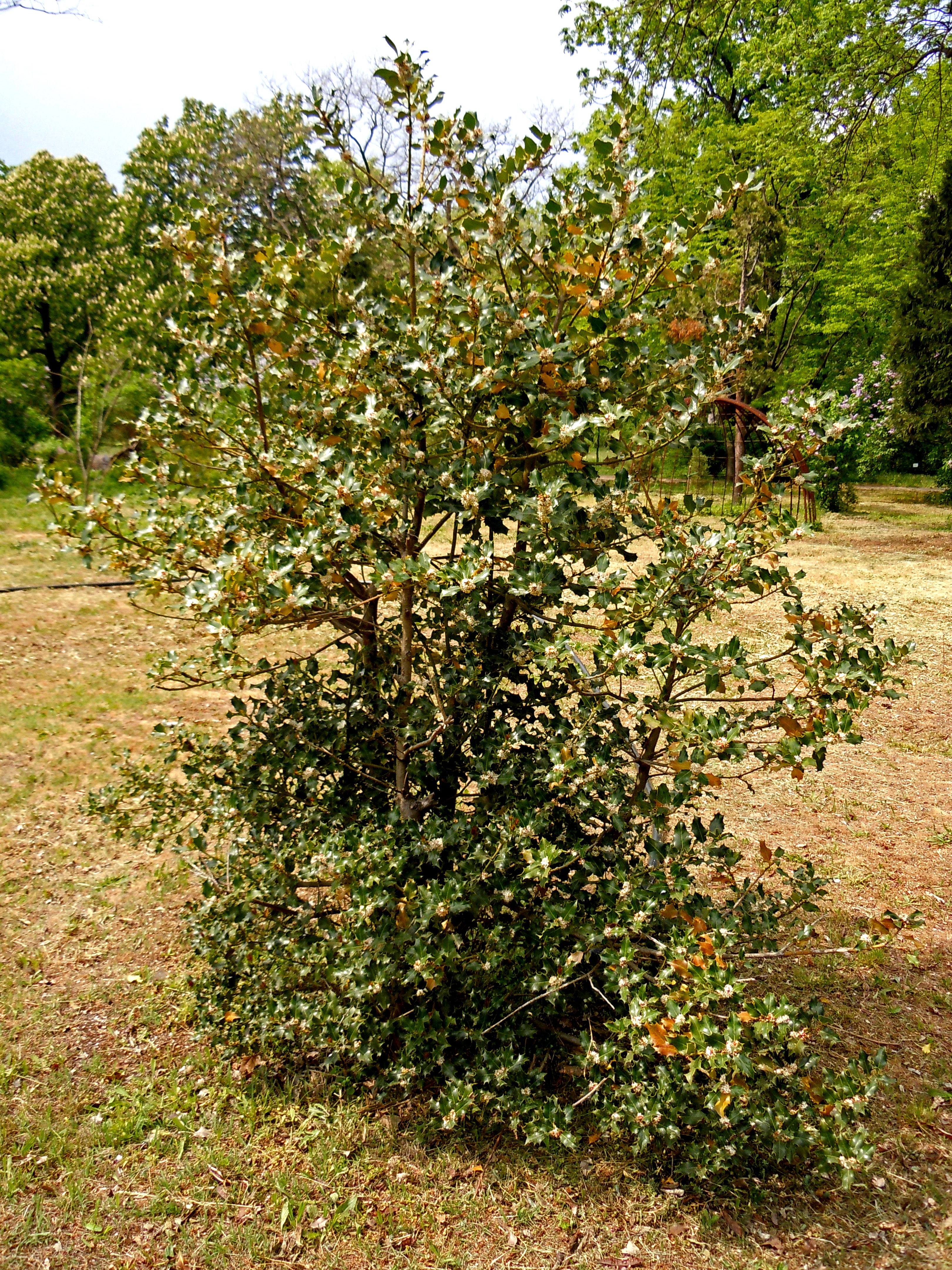
Ilex aquifolium (mai 2014)
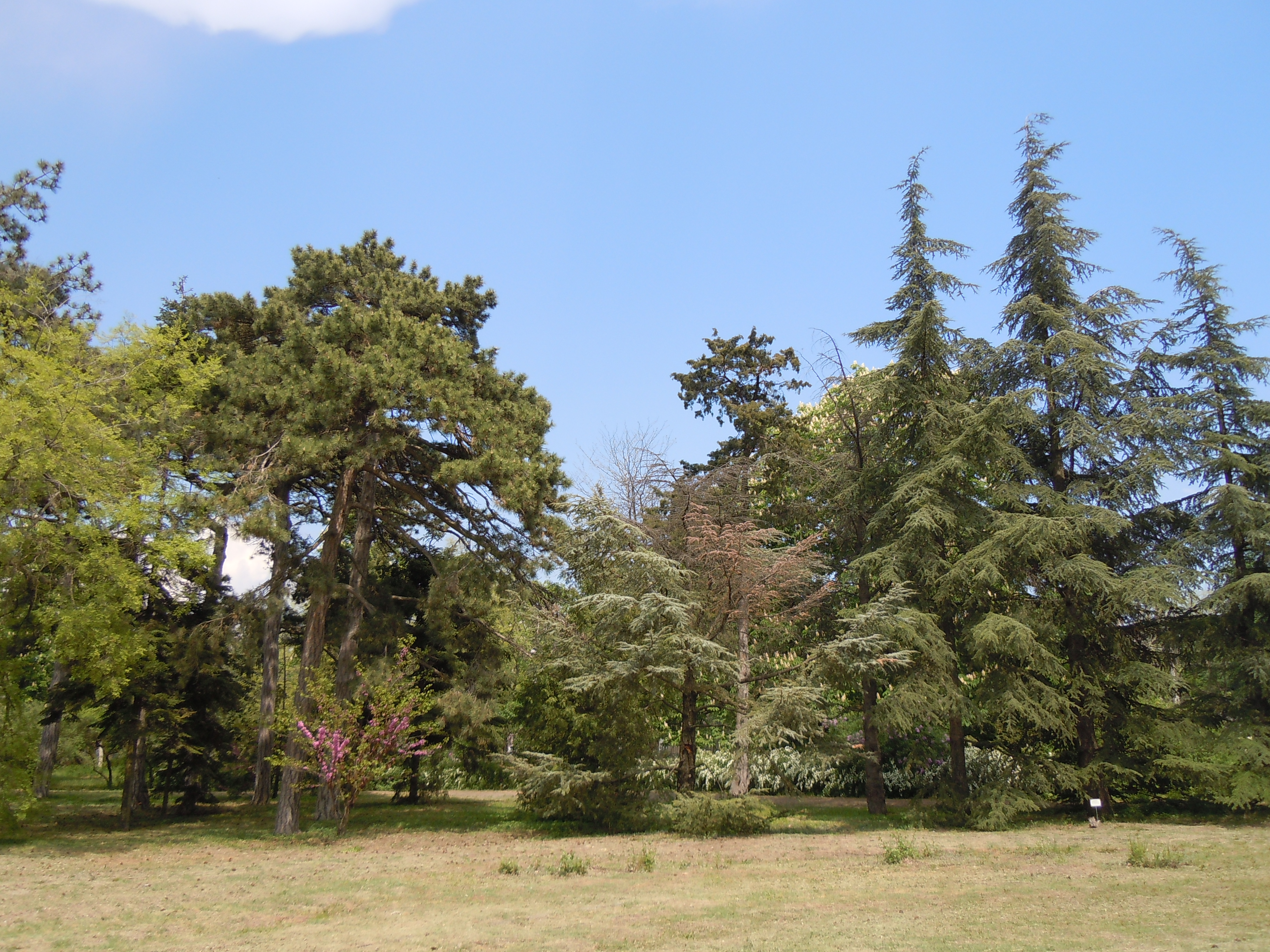
Plusieurs espèces de Conifères (mai 2014)
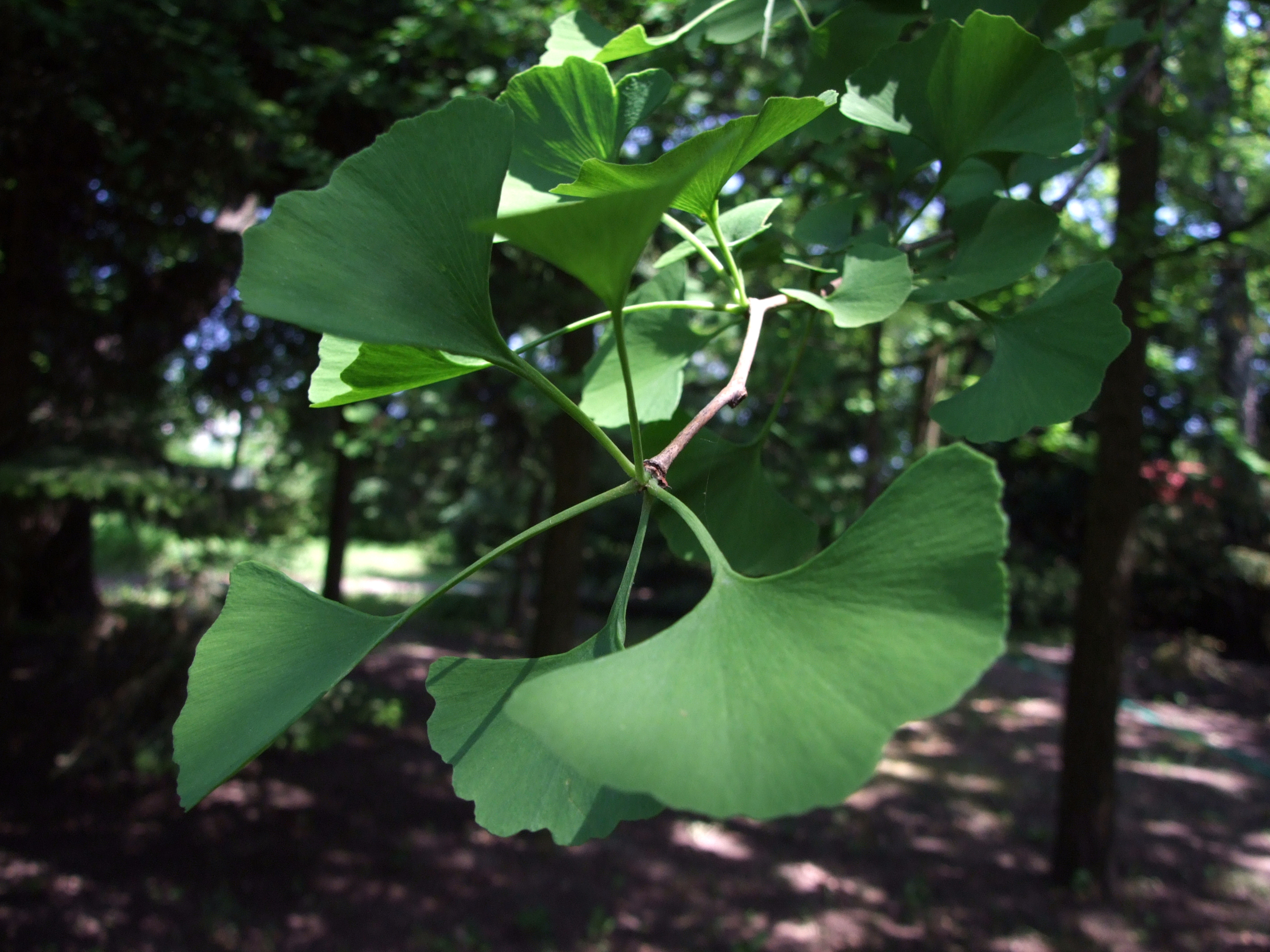
Feuilles de Ginkgo biloba (mai 2008)
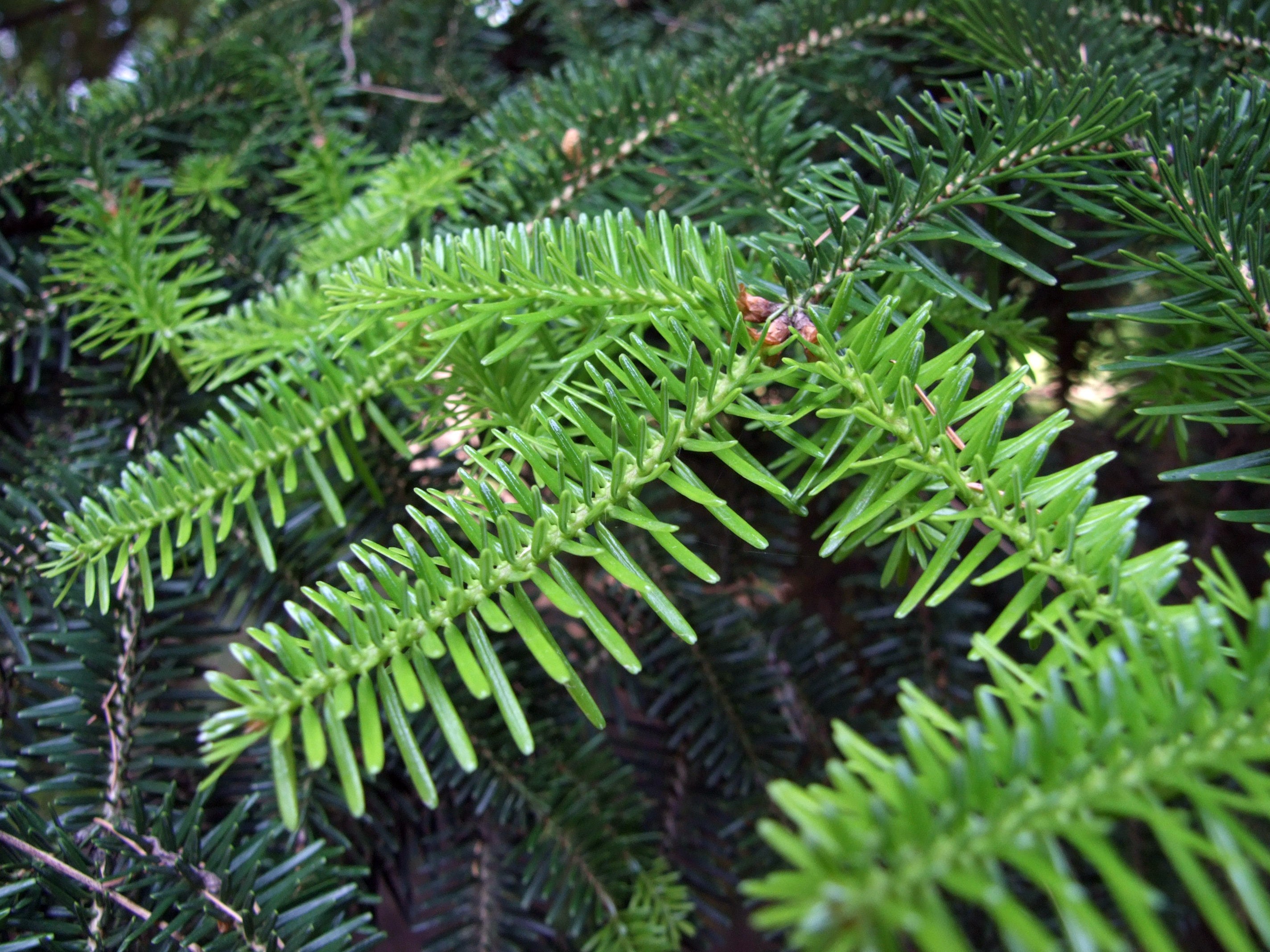
Abies numidica (mai 2008)
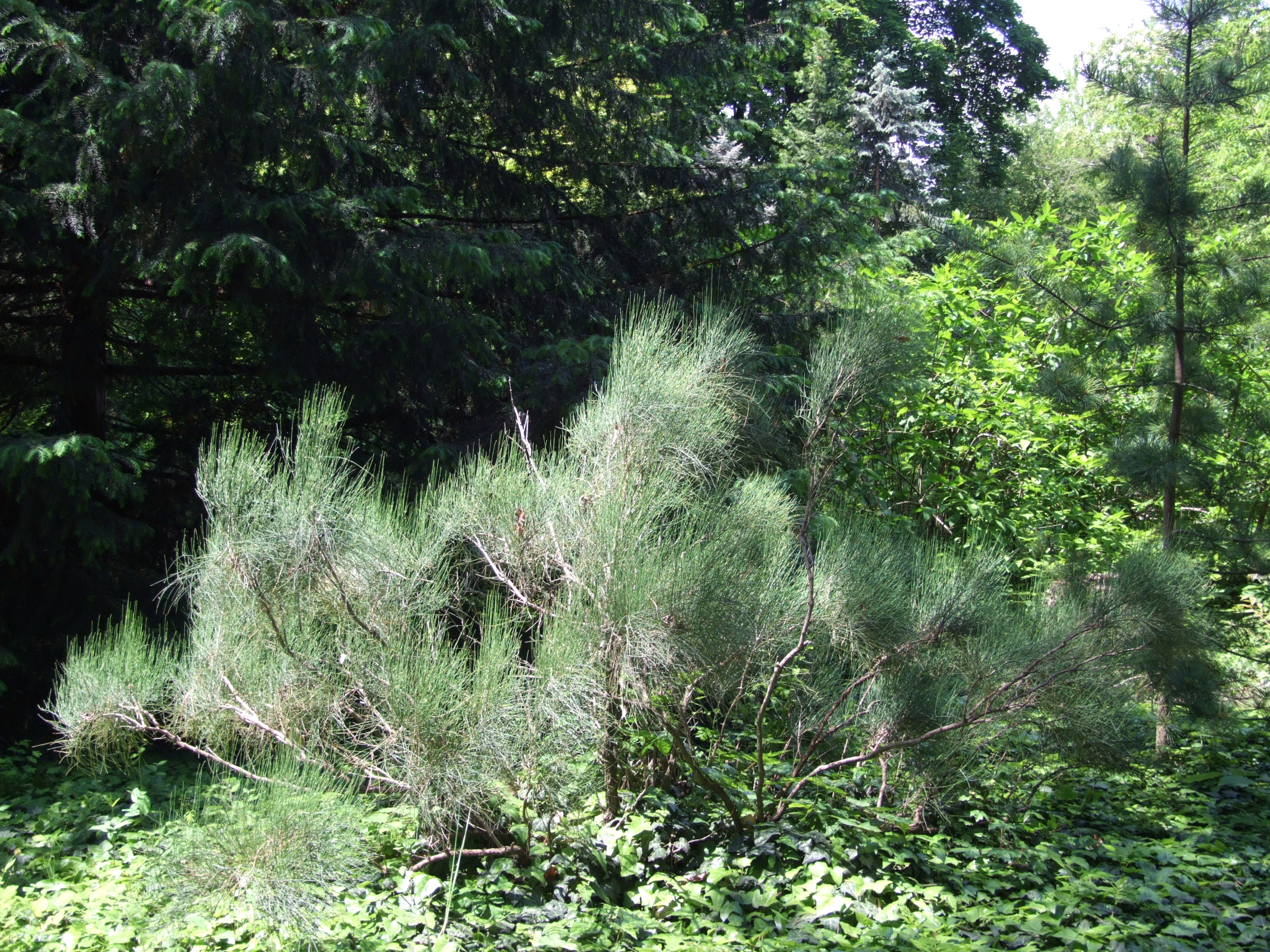
Spartium junceum (mai 2008)
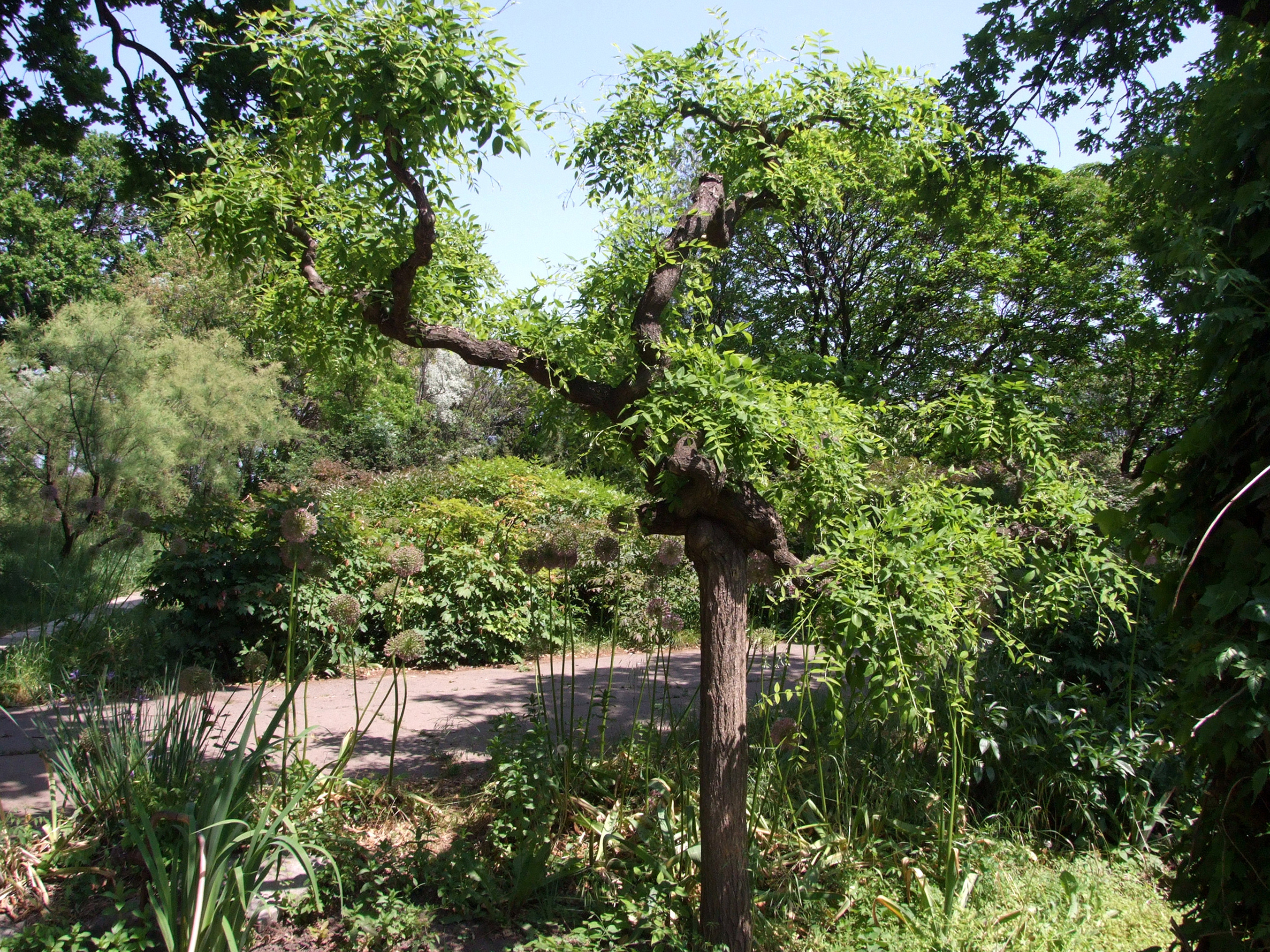
Styphnolobium (mai 2008)
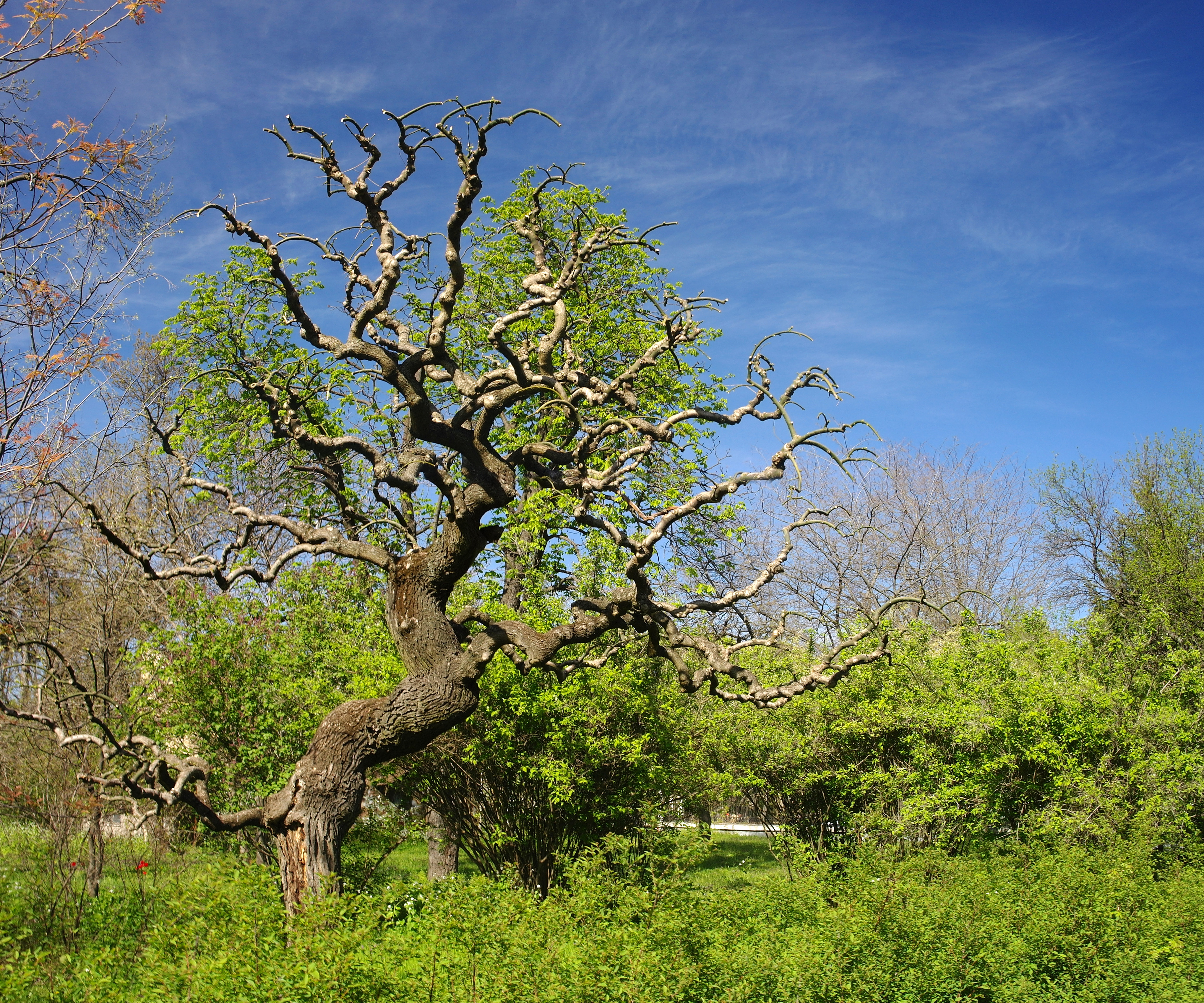
Avril 2015
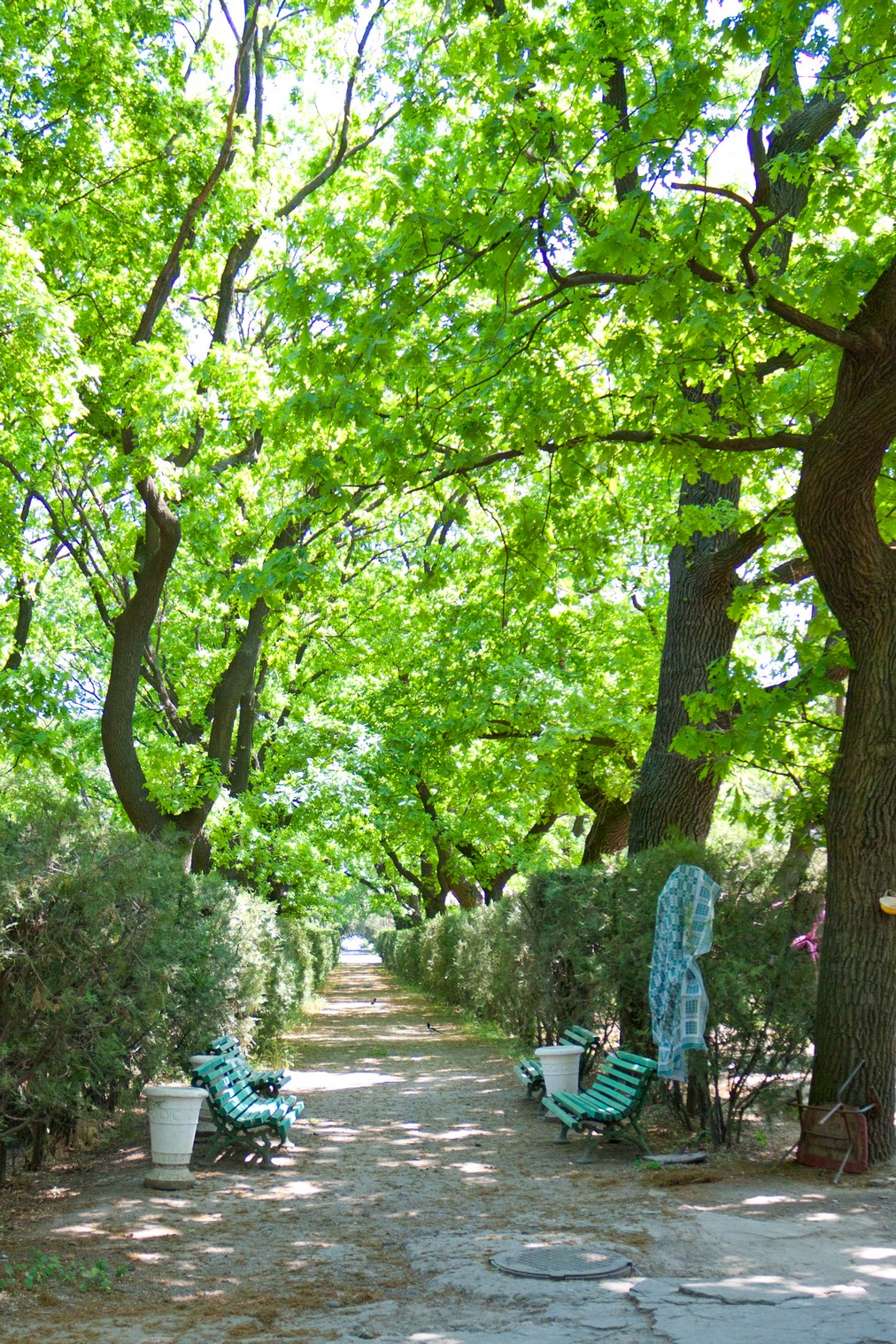
Mai 2013

### Roseraie

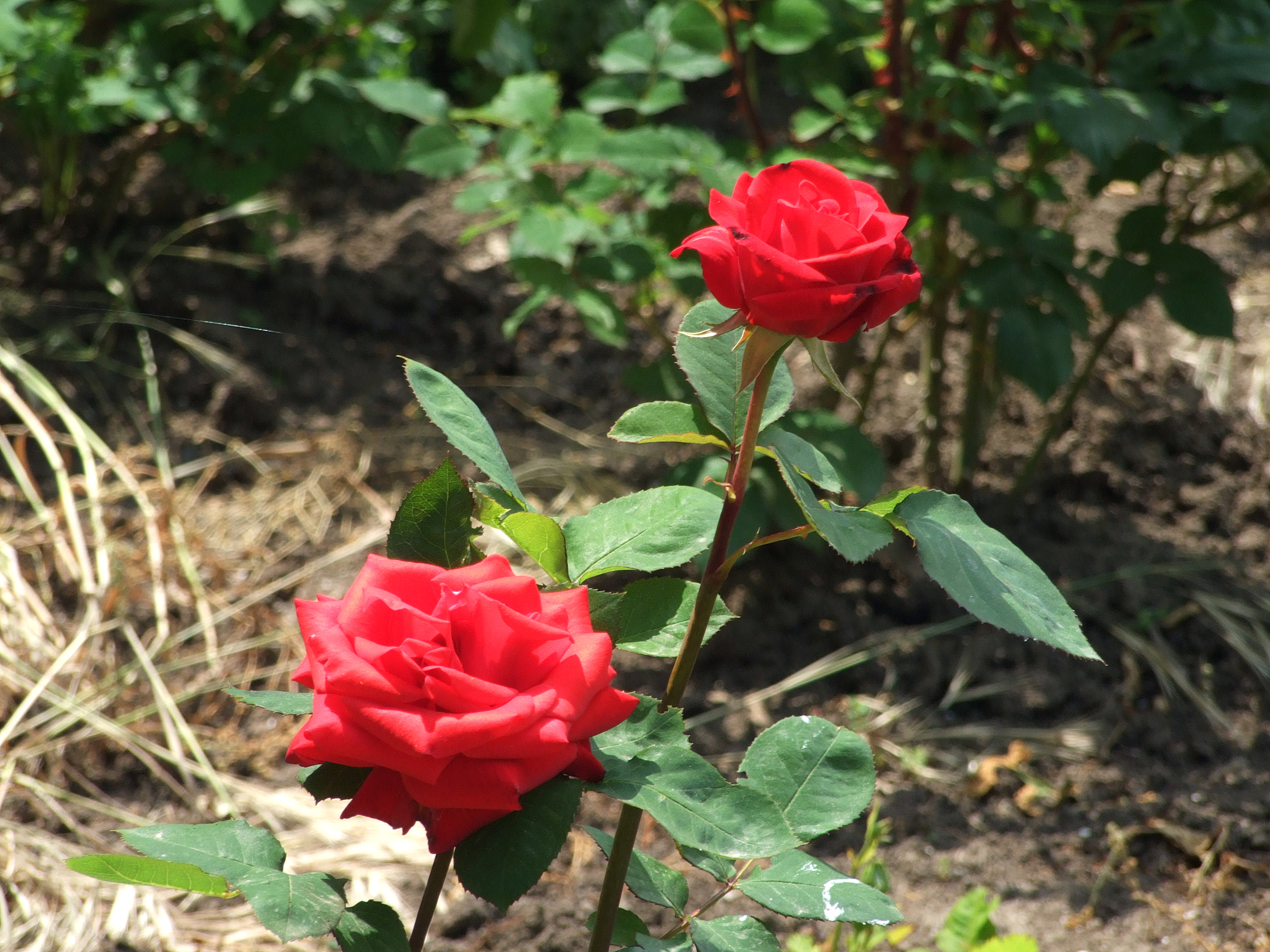
Mai 2008

### Bâtiments

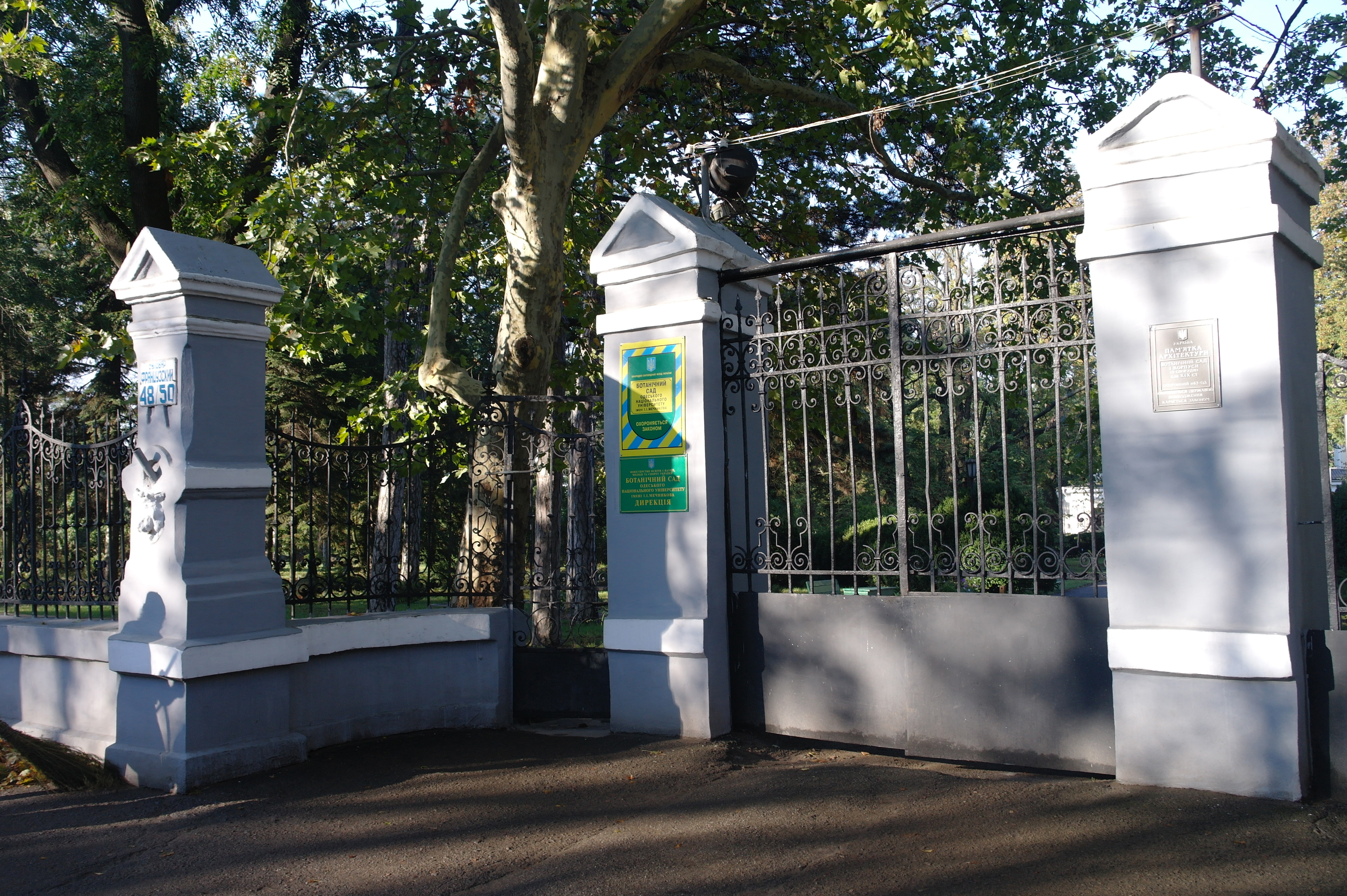
Entrée du nouveau parc, au 48-50 du boulevard des Français (septembre 2013)
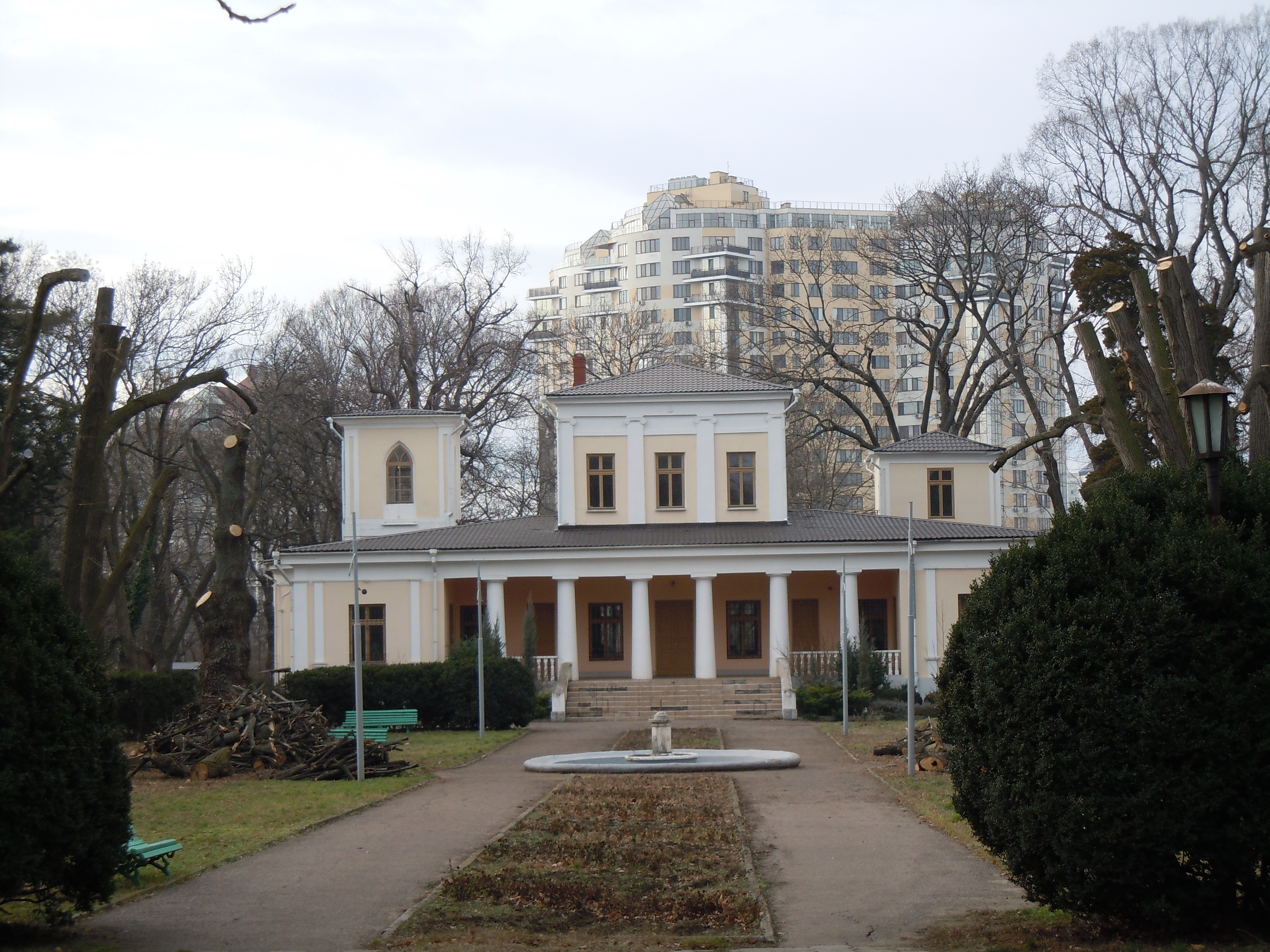
Villa et fontaine du nouveau jardin botanique (janvier 2014)
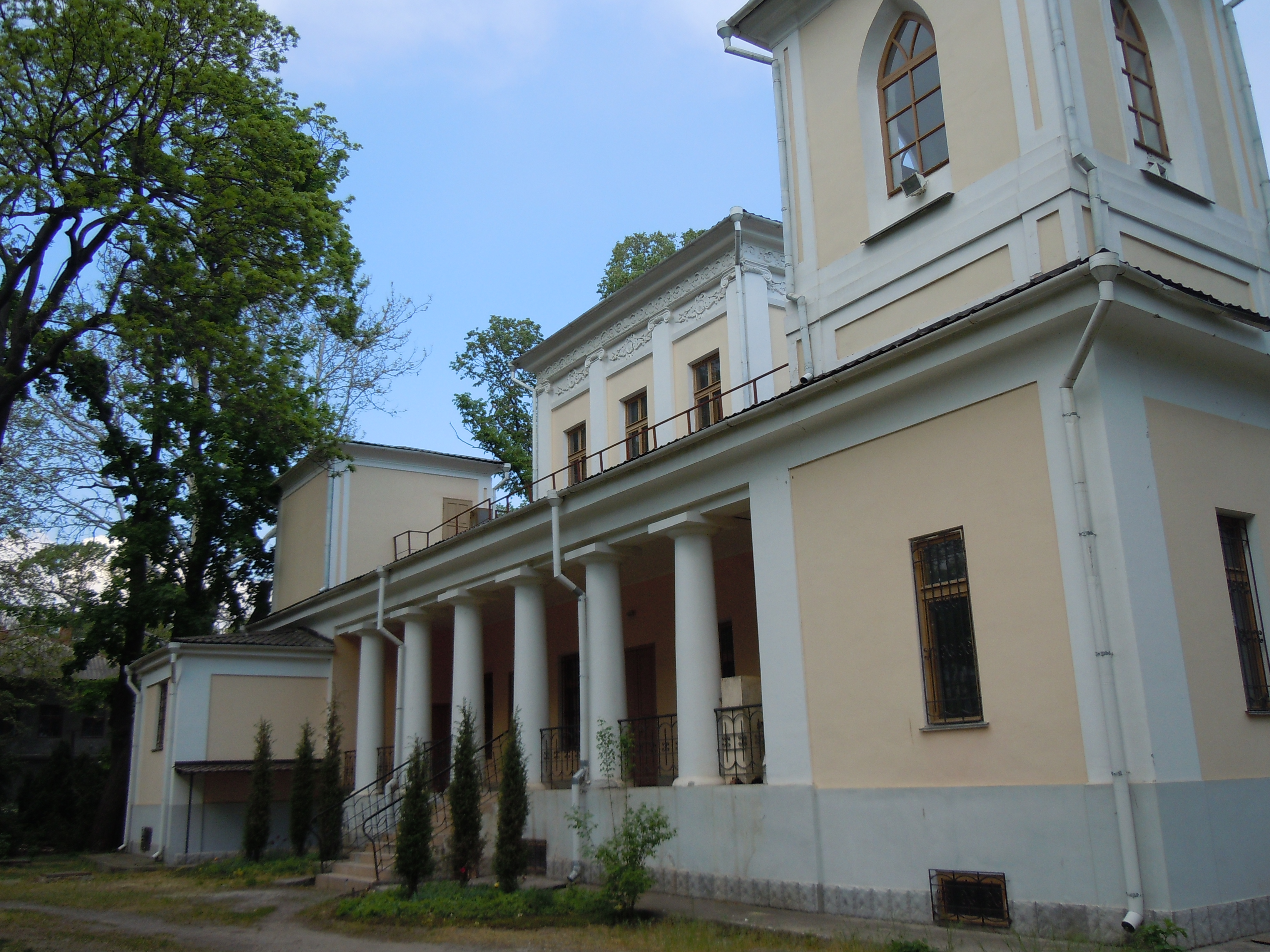
Villa du nouveau jardin (mai 2014)

## Liens

### Pages liées
- Ukraine
- Vladimir Khrjanovski,
- Alexandre Fomine.